# Sexueller Missbrauch in der römisch-katholischen Kirche

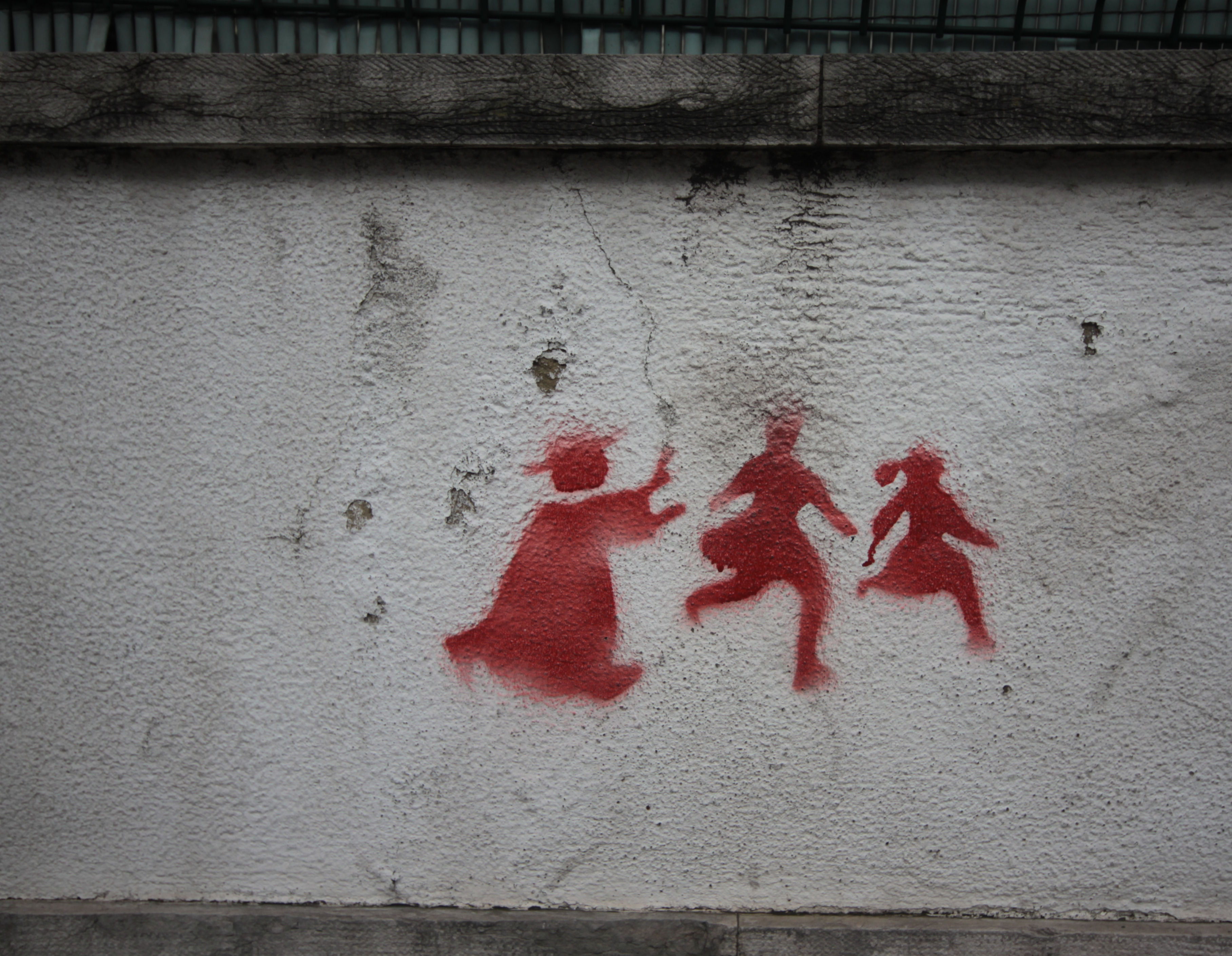
Graffito, welches einen Priester darstellt, der zwei Kindern nachrennt (Lissabon 2011)

Der sexuelle Missbrauch in der römisch-katholischen Kirche bezeichnet das Phänomen der Häufigkeit von sexuellen Handlungen im kriminellen Sinne von Priestern, Ordensleuten und Erziehern im Umfeld der römisch-katholischen Kirche gegenüber den entsprechenden Opfern.
Kirchliche Maßnahmen gegen einen solchen sexuellen Missbrauch können bis ins 2. Jahrhundert zurückverfolgt werden. Seit Mitte der 1980er Jahre erhält sexueller Missbrauch in der Kirche weltweit größere öffentliche Aufmerksamkeit, da der Umgang der Kirche mit Opfern und Tätern nicht mehr angemessen erscheint. Die Sensibilisierung für das frühere Tabuthema hat viele Opfer ermutigt, auch mehrere Jahrzehnte nach den Vorfällen ihre traumatischen Erlebnisse öffentlich zu machen. Sexuelle Missbräuche verweisen zudem neuerdings auf die dunkelsten Zeiten der europäischen Geschichte: Neue Dokumente enthüllen, dass das nationalsozialistische Regime den Missbrauch von Kindern in Deutschland als Druckmittel einsetzte, um den Papst davon abzuhalten, sich gegen den Holocaust zu stellen (Papst Pius XII. und der Holocaust).

## Einführung
Der National Catholic Reporter kritisierte im Juni 1985 in einem Editorial auf der Titelseite das System der Kirche zum Umgang mit Opfern und Tätern von Kindesmissbrauch als vollkommen unzureichend. Seit den 1990er Jahren weitete sich der Skandal auf andere englischsprachige Länder aus, unter anderem nach Irland.
In den 1990er und 2000er Jahren lösten Erfahrungsberichte und Medienberichte über sexuellen Missbrauch im deutschsprachigen Raum zumeist noch keine nennenswerte Resonanz aus. Erst 2010 löste der Jesuit Klaus Mertes, Rektor des Canisius-Kolleg in Berlin, in Deutschland eine gesamtgesellschaftliche Debatte über Missbrauchsfälle in der römisch-katholischen Kirche aus. Er schrieb wegen mehrerer ihm bekannt gewordener Missbrauchsfälle an Kindern und Jugendlichen aus den 1970er und 1980er Jahren einen Brief an die Absolventen der betroffenen Jahrgänge, um damit „beizutragen, dass das Schweigen gebrochen wird“. Dieser Brief wurde am 28. Januar 2010 über die Medien der Öffentlichkeit bekannt.
Die Dunkelziffer wird bei Taten sexuellen Missbrauchs allgemein als sehr hoch eingeschätzt.

## Entwicklung und Situation in einzelnen Ländern
Siehe dazu:
- Sexueller Missbrauch in der römisch-katholischen Kirche in Deutschland und Fälle des sexuellen Missbrauchs in der römisch-katholischen Kirche in Deutschland
- Sexueller Missbrauch in der römisch-katholischen Kirche in Irland
- Sexueller Missbrauch in der römisch-katholischen Kirche in Österreich
- Sexueller Missbrauch in der römisch-katholischen Kirche in den Vereinigten Staaten
- Sexueller Missbrauch in der römisch-katholischen Kirche nach Ländern

## Einschätzungen zum Ausmaß
Angaben zu Deutschland sind hier zu lesen.
Laut der John-Jay-Studie gab es im Zeitraum 1950 bis 2002 in der katholischen Kirche in den USA insgesamt 10.667 Anschuldigungen wegen sexuellen Missbrauchs. Dem wurde gegenübergestellt, dass es allein im Jahr 1992 in den USA 149.800 Opfer von Kindesmissbrauch gab (Tendenz fallend, im Jahr 2000 waren es 89.355 Fälle).
Charol Shakeshaft, Autorin einer Studie über sexuellen Missbrauch an staatlichen Schulen, schätzte, dass die Wahrscheinlichkeit an einer Schule missbraucht zu werden, 100-fach über der Wahrscheinlichkeit des Missbrauchs durch katholische Priester liege.
Nach einer Erklärung des Heiligen Stuhls gegenüber der UN-Menschenrechtskommission, im September 2009 vorgetragen von Erzbischof Silvano Tomasi, zeigen die verfügbaren Nachforschungen, dass in den letzten 50 Jahren 1,5 bis 5 % des römisch-katholischen Klerus in sexuelle Missbrauchsfälle verwickelt waren, davon 80 bis 90 % in Fällen, bei denen die Opfer männlich und zwischen 11 und 17 Jahren alt waren. Tomasi zeigte auch auf, dass Missbräuche durch katholische Geistliche seltener seien als bei anderen Konfessionen, und dass nach dem U.S. Department of Education Missbrauchsfälle an Schulen etwa hundertfach häufiger wären, als durch Priester. Tomasi unterstrich, dass man bei sexuellem Missbrauch also nicht von einem speziellen Problem der katholischen Kirche ausgehen könne, die Kirche gleichwohl aber sehr bewusst und ernsthaft das Problem angehe.
Der Ankläger des Vatikans in der für Missbrauchsfälle zuständigen Glaubenskongregation, Monsignore Charles Scicluna, nannte in einem Interview mit der katholischen italienischen Tageszeitung Avvenire am 13. März 2010 folgende Zahlen: Im Zeitraum von 2001 bis 2010 habe der Vatikan rund 3.000 Beschwerden über Fälle aus den vergangenen 50 Jahren erhalten. In rund 30 Prozent handelte es sich um heterosexuelle Kontakte, in 60 Prozent der Fälle um gleichgeschlechtliche Kontakte und in zehn Prozent der Fälle gehe es um pädophile Übergriffe Geistlicher. Etwa 300 von weltweit 400.000 Priestern seien der Pädophilie bezichtigt worden.
Während der Vatikan bis dahin nur Angaben über die Anzahl der Ermittlungsverfahren gemacht hatte, wurde im Januar 2014 nach einer Anhörung Tomasis durch ein UN-Menschenrechtskomitee in Genf erstmals auch bekannt, wie viele Priester Papst Benedikt in den letzten Jahren seines Pontifikats wegen der Belästigung oder des Missbrauchs von Kindern ihres Amtes enthoben hatte. Es waren 171 Priester in den Jahren 2008/2009, 260 im Jahr 2011 und 124 im Jahr 2012. Die Zahl für 2010 wurde nicht bekannt.
Eine unabhängige Kommission, deren Gründung die französischen Bischöfe im November 2018 in Auftrag gegeben hatten, kommt in einem im Oktober 2021 veröffentlichten Untersuchungsbericht zu dem Fazit, dass seit 1950er Jahren 216.000 Kinder durch Priester, Ordensleute und andere Mitarbeiter der Römisch-katholischen Kirche in Frankreich missbraucht wurden. Unter Einbeziehung von weiteren Einrichtungen, die von der Kirche in Frankreich betrieben werden, geht die Studie der Kommission von insgesamt 330.000 Opfern aus. Die Kommission selbst habe etwa 2700 Opfer identifiziert. Der 2.500 Seiten umfassende Bericht zählt zwischen 2.900 und 3.200 potenzielle Täter, bei zwei Dritteln soll es sich um Priester oder ehemalige Priester handeln. 80 Prozent der Opfer seien Jungen im Alter zwischen zehn und 13 Jahren gewesen, 20 Prozent Mädchen unterschiedlicher Altersgruppen. Bei den Taten habe es sich in fast einem Drittel der Fälle um Vergewaltigungen gehandelt.

## Kirchenrecht

### Aktuelle Regelungen im Codex Iuris Canonici

#### Rechtliche Grundlagen
Seit der 2021 veröffentlichten apostolischen Konstitution Pascite gregem Dei ist die rechtliche Grundlage für die Verfolgung von sexuellem Missbrauch durch das Kirchenrecht unter dem Titel VI des Codex Iuris Canonici („Straftaten gegen Leben, Würde und Freiheit des Menschen“) geregelt. Einschlägig hierfür ist der Canon 1398:
- § 1. Mit der Amtsenthebung und anderen gerechten Strafen, wenn es die Schwere des Falles nahelegt, die Entlassung aus dem Klerikerstand nicht ausgenommen, soll ein Kleriker bestraft werden:
  - 1° der eine Straftat gegen das sechste Gebot des Dekalogs mit einem Minderjährigen oder einer Person begeht, deren Vernunftgebrauch habituell eingeschränkt ist oder der das Recht einen gleichen Schutz zuerkennt;
  - 2° der einen Minderjährigen oder eine Person, deren Vernunftgebrauch habituell eingeschränkt ist oder der das Recht einen gleichen Schutz zuerkennt, dazu verführt oder verleitet an echten oder simulierten pornographischen Darstellungen teilzunehmen oder diese umzusetzen;
  - 3° der für sich gegen die guten Sitten in jedweder Form und mit jedwedem Mittel pornographische Bilder von Minderjährigen oder Personen, deren Vernunftgebrauch habituell eingeschränkt ist, erwirbt, aufbewahrt oder verbreitet.

Im weltlichen Sexualstrafrecht ist die sexuelle Selbstbestimmung das schützenswerte Rechtsgut. Markus Graulich, der an Pascite gregem Dei mitgearbeitet hat, stellt klar, dass das Recht auf sexuelle Selbstbestimmung „im Kirchenrecht aber keine Basis hat“. Das Rechtsgut, das durch Canon 1398 geschützt wird, sind die Ehe und der Zölibat, somit gilt laut Doris Reisinger: „Stattdessen pflegt der kirchliche Gesetzgeber weiterhin ein Sittlichkeitsparadigma, mitsamt der ihm inhärenten Logik, wonach Betroffene mindestens potentiell immer Mitschuldige an einem Sittlichkeitsverstoß sind und ihnen nicht der Status von Geschädigten eingeräumt wird“.

#### Sanktionierung und Verfahren
Die höchste kirchliche Sanktion, die Exkommunikation, ist im Falle von sexuellem Missbrauch nicht vorgesehen. Die vorgesehene Höchststrafe, die Entlassung aus dem Klerikerstand, gilt im Kirchenrecht dennoch als schwerwiegende Sanktion, auch wenn sie in der Praxis selten angewandt wurde.
Grundlage der kirchlichen Strafverfahren sind heute vor allem die Normen des Codex Iuris Canonici für die lateinische Kirche („Westkirche“) bzw. des Codex Canonum Ecclesiarum Orientalium für die 23 katholischen Ostkirchen, die päpstlichen Schreiben Sacramentorum sanctitatis tutela (2001) in der Fassung von 2010 und Vos estis lux mundi (2019) sowie die Leitlinien der Glaubenskongregation („Vademecum“) vom 16. Juli 2020. Außerdem sind die Regelungen der nationalen Bischofskonferenzen zu beachten, beispielsweise in Deutschland bis 2019 die Leitlinien der Deutschen Bischofskonferenz bzw. seit 2020 die Missbrauchsordnung der Deutschen Bischofskonferenz. Die Leitlinien der Glaubenskongregation („Vademecum“) stellen die Regeln zum Verfahren übersichtlich dar und nehmen auf die maßgeblichen kirchlichen Rechtsquellen Bezug.
Wenn einem Ortsbischof oder seinem Beauftragten eine Anzeige oder der Verdacht eines Missbrauchs zur Kenntnis gelangt, ist zunächst der Verdächtigte förmlich zu hören und mit den Betroffenen Verbindung aufzunehmen. Erhärtet sich der Verdacht, wird vom Offizial, dem bischöflichen Richter, eine kanonische Voruntersuchung unter Beteiligung von Sachverständigen eingeleitet (Canon 1717 CIC).
Bestätigt die Voruntersuchung den Verdacht, erfolgt die Weiterleitung des Falles zur Durchführung des Strafverfahrens an die Glaubenskongregation (Abs. 3 SST, 4. Absatz, 3. Spiegelstrich DDG: „Die Zuständigkeit der Kongregation für die Glaubenslehre erstreckt sich auch auf die Straftat gegen das sechste Gebot des Dekalogs, die von einem Kleriker mit einem Minderjährigen im Alter von weniger als 18 Jahren begangen wurde“). Die Glaubenskongregation kann dann in der Sache selbst entscheiden oder dem örtlich zuständigen Offizial nähere Weisungen für die Durchführung des Strafverfahrens erteilen.
In „sehr schweren Fällen“, wenn beispielsweise ein staatliches Strafverfahren den Tatverdächtigen für schuldig befunden hat oder die Beweislage „überwältigend“ ist, kann die Glaubenskongregation den Fall dem Papst direkt vorlegen. Dieser kann dann ein Ex-officio-Dekret zur Entlassung aus dem Klerikerstand verfügen. Gegen dieses Dekret gibt es keine Berufung. Bittet ein beschuldigter Priester von sich aus um die Entlassung, wird genauso verfahren.
Das kanonische Verfahren bleibt grundsätzlich bis zum Abschluss geheim. Dies gilt gilt auch gegenüber den Opfern des sexuellen Missbrauchs, da sie aus Sicht des Kirchenrechts keine Geschädigten sind und auch nicht als Nebenkläger auftreten können. Dieses Prinzip ist nach Ansicht von Manfred Baldus angesichts des sensiblen Verfahrensgegenstandes, insbesondere der Bereitschaft des Opfers zur Anzeigeerstattung und Aussage, sachgerecht. Da Strafverfahren auch den guten Ruf einer Person dauerhaft schädigen können, soll sich die kirchliche Öffentlichkeitsarbeit „um eine Ausbalancierung zwischen notwendiger Transparenz und dem Persönlichkeitsschutz“ bemühen (deutsche Leitlinien von 2002, VII, 13).

#### Wiedergutmachung
Neben Strafbestimmungen enthält das Kirchenrecht auch Festlegungen für Wiedergutmachungen. So verpflichtet Canon 128 CIC zur Wiedergutmachung. Ansprüche gegen den Täter können gemäß Canones 1729 bis 1731 geltend gemacht werden. Eine direkte körperschaftliche Haftung wie im BGB lässt sich im Kirchenrecht zwar nicht begründen. Über die Inkardination gemäß Canon 265 CIC lässt sich jedoch auch eine Haftung der kirchlichen Körperschaft ableiten. Eine haftungsbegründende Aufsichtsverletzung muss im Einzelfall geprüft werden. Dabei ist auch zu prüfen, ob für Maßnahmen nach Canon 1722 CIC die allgemeine Dienstaufsicht ausreicht oder ob geeignete Einzelfallaufsichtsmaßnahmen ergriffen werden müssen.
Da die Opfer von sexuellem Missbrauch aber aus kirchenrechtlicher Sicht keinen Schaden erlitten haben, ergibt sich für sie aus dem Kirchenrecht auch kein Anspruch auf Wiedergutmachung. Stattdessen bietet die katholische Kirche „Anerkennungszahlungen“ ohne Rechtsanspruch auf rein freiwilliger Basis an.

#### Zusammenarbeit mit weltlichen Behörden
Das Kirchenrecht bezieht sich auf Taten zu Lasten der Kirche. Es kennt keine generelle Verpflichtung zur Zusammenarbeit mit den weltlichen Strafverfolgungsbehörden, welche Taten zu Lasten Dritter verfolgen.
Die Kurie veröffentlichte im April 2010 eine „Verständnishilfe für die grundlegende Vorgangsweise der Kongregation für die Glaubenslehre bei Vorwürfen sexuellen Missbrauchs“. Darin hieß es nunmehr: „Die staatlichen Gesetze hinsichtlich der Anzeige von Straftaten bei den zuständigen Behörden sind immer zu befolgen.“
Die sogenannte „päpstliche Geheimhaltung“ steht einer Meldung von Missbrauchsfällen an staatliche Behörden nicht entgegen. Sie betrifft nur interne Prozeduren der Kirche. Zudem hob Papst Franziskus im Dezember 2019 die päpstliche Geheimhaltung bei der Verfolgung von Missbrauchstaten auf (siehe unten).
Wenn einem Ortsbischof ein Missbrauchsfall in seiner Diözese bekannt wird, muss er einerseits innerkirchlich ermitteln, andererseits sollte er in der Regel die Staatsanwaltschaft einschalten. Laut dem Juristen Norbert Diel sollte er die Ermittlungsergebnisse der Staatsanwaltschaft abwarten und erst dann den Fall im kirchlichen Verfahren bearbeiten. Es komme vor allem auf das verantwortliche Verhalten der einzelnen Bischöfe an. Der Papst könne das Verhalten der Bischöfe allenfalls überwachen und gegebenenfalls lenkend eingreifen.
Der Religionsphilosoph Klaus-Michael Kodalle sieht einen Anspruch des kirchlichen Rechts, tendenziell über dem weltlichen Recht zu stehen. Das Klerikerprivileg, wonach Geistliche grundsätzlich dem staatlichen Strafrecht entzogen bleiben sollten, sei zwar seit 1983 nicht mehr Teil des kanonischen Rechts. Dennoch zeige sich etwa in der Einrichtung des Beichtgeheimnisses die Tendenz, die Buß- und Gnadenpraxis der Kirche gegenüber der weltlichen Gerechtigkeit als höherwertig anzusehen.
Kritisiert wird aber auch die Rolle des Staates im Zusammenhang mit den Missbrauchsfällen in der Kirche. So verweist z. B. Matthias Katsch, Sprecher der Opferinitiative „Eckiger Tisch“, darauf, dass bis Anfang 2022 noch keine einzige Bistumsverwaltung von einer Staatsanwaltschaft auf Hinweise zu Missbrauchstaten durchsucht worden sei, selbst dann nicht, wenn der Verdacht auf Mittäterschaft bestanden habe. Dies lege die Vermutung nahe, dass die Kirche „jahrzehntelang von einem grundsätzlichen Wohlwollen katholischer Richter und Staatsanwälte profitiert“ habe.

### Historische Entwicklung

#### Mittelalter
Bereits im Mittelalter mussten viele und vielfältige kirchenrechtliche Vorschriften zum Schutz von Kindern entwickelt werden. Wissenschaftliche Studien zum sexuellen Missbrauch von Minderjährigen in früheren Epochen lagen bisher kaum im Fokus der Forschung. Im Jahr 2018 erschien ein Überblicksartikel des Mediävisten Peter Dinzelbacher zur „Pädophilie im Mittelalter“, der eine Reihe von Beispielen aus mittelalterlichen Klöstern aufzeigte, sich aber auch mit Quellenproblemen beschäftigte: Auch Zwanzigjährige konnten als pueri parvoli („sehr kleine Jungen“) oder Fünfundzwanzigjährige als pueri monasterii („Jungen des Klosters“) gelten und die Altersangaben zum selben Fall in einzelnen Handschriften stark variieren. In einer 2020 erschienenen Studie zeigt Dyan Elliott, wie die skandalvermeidende Politik, die sie auf allen Ebenen der kirchlichen Hierarchie nachweisen kann, in Verbindung mit dem Gebot des klerikalen Zölibats zu einem weit verbreiteten sexuellen Missbrauch von Jungen und männlichen Jugendlichen von der Spätantike bis zum späteren Mittelalter geführt habe. Dinzelbacher weist in einer insgesamt positiven Rezension zu Elliotts Werk darauf hin, dass es darin „mindestens ebenso ausführlich um mittelalterliche Homosexualität generell wie speziell um Pädophilie“ gehe, und auf die generellen, nicht zu überwindenden Problematiken der Beschäftigung mit diesem Thema: insbesondere die unscharfe mittelalterliche Terminologie (bspw. dass puer [„Junge“] auch einen erwachsenen Krieger meinen kann) sowie das frühe gesetzliche Heiratsalter, ab dem man nicht mit dem gegenwärtigen Begriff von Kindesmissbrauch operieren könne. In den normativen Texten „geht es ohnehin ganz grundsätzlich um Sodomie – ohne Spezifizierung des Alters“; bei narrativen Quellen bestehe die Möglichkeit der bloßen Verleumdung. Weiterhin heißt es: „Dennoch ergibt sich durch die Summe der Nachweise ein überzeugendes Bild verbotener, aber von Priestern und Religiosen häufig praktizierter gleichgeschlechtlicher Sexualität, die fast stets ohne weiterreichende Konsequenzen blieb“.

#### Codex Iuris Canonici 1917
Der Codex Iuris Canonici (CIC) von 1917, die Vorgängerversion des derzeit geltenden Codex von 1983, behandelte unter anderem den speziellen Fall des sexuellen Missbrauchs durch Priester im Zusammenhang mit der Beichte (die sogenannte Sollizitation) und legte Folgendes fest: Der betroffene – also der vom Priester während der sakramentalen Beichte verführte – Beichtende (Pönitent) muss diese Straftat selbst innerhalb eines Monats dem zuständigen Ortsbischof oder der Heiligen Kongregation des Heiligen Offiziums anzeigen; falls ein anderer Beichtvater von einem Fall Kenntnis erhält, muss er den Pönitenten auf diese Pflicht hinweisen. Die fortgesetzte Nichtanzeige führt nach vier Wochen automatisch zur Exkommunikation des betroffenen Opfers. Der Priester, der ein derartiges Verbrechen begangen hat, ist von allen Rechten (Benefizien, Ränge, aktives und passives Wahlrecht) zu suspendieren, vor allem aber auch davon, die heilige Messe zu zelebrieren und weiterhin die Beichte zu hören. Wenn die Schwere des Verbrechens es erfordert, ist er für dauerhaft unwürdig zu erklären, Beichte zu hören, in sehr schweren Fällen müsse er in den Laienstatus zurückversetzt werden.
Ferner legte der CIC von 1917 in Canon 2359 fest: „Hat sich ein … Kleriker mit Minderjährigen unter 16 Jahren schwer versündigt …, dann soll er suspendiert, als infam erklärt, jedes Amtes, jedes Benefiziums, jeder Dignität und überhaupt jeder Anstellung enthoben und in schwereren Fällen mit Deposition (d. h. Dienstenthebung) bestraft werden“ (§ 2). „Hat sich ein Kleriker … in anderer Weise gegen das sechste Gebot vergangen, dann soll er der Schwere der Schuld entsprechend bestraft werden. Es kann ihm … auch sein Amt oder Benefizium genommen werden, besonders wenn er ein Seelsorgeamt bekleidet“ (§ 3).

#### Crimen sollicitationis 1922
Die vatikanische Instruktion Crimen sollicitationis von 1922 formulierte Verfahrensnormen zur Sollizitation, die den Vorgaben des CIC/1917 folgten. Sie wurde später auch beim Umgang mit anderen Fällen des sexuellen Missbrauchs durch Priester als Richtschnur angesehen. Die Instruktion Crimen sollicitationis wurde im Jahr 1962 aktualisiert.

#### Vorschriften gegen die Ordinierung von Homosexuellen und Päderasten 1961
1961 wurden von der Kurie Vorschriften gegen die Ordinierung von Homosexuellen und Päderasten formuliert:

“Advancement to religious vows and ordination should be barred to those who are afflicted with evil tendencies to homosexuality or pederasty, since for them the common life and the priestly ministry would constitute serious dangers.”

„Zugang zu Ordensgelübden und der Ordination sollte für diejenigen gesperrt sein, die von bösartigen Neigungen zu Homosexualität oder Päderastie heimgesucht sind, da für diese das gemeinschaftliche Leben und der Priesterdienst eine ernsthafte Gefahr darstellen würde.“

Diese Bestimmungen wurden zur Verdeutlichung des geltenden Kirchenrechtes 2005 mit einer eigenen römischen Instruktion ausgeweitet.

#### Crimen sollicitationis 1962
1962 führte der Heilige Stuhl in einem 69-seitigen Schreiben, verfasst durch Alfredo Kardinal Ottaviani und bestätigt durch Papst Johannes XXIII., die Canones zur Straftat der Sollizitation näher aus. Die Bischöfe wurden in dieser aktualisierten Fassung der Instruktion Crimen sollicitationis angewiesen, Fälle sexuellen Missbrauchs durch Priester vor, während oder nach der Beichte „mit größter Geheimhaltung“, aber auch „mit größter Strenge“ gemäß innerkirchlichem Recht zu verfolgen. Opfern und Zeugen des Missbrauchs wurde weiterhin die Exkommunizierung angedroht, falls sie den Vorfall nicht innerhalb eines Monats melden. Gleichzeitig wurden sie aber wie die am Verfahren beteiligten Priester zum Schutz des Beichtgeheimnisses zu „unverletzlichem Schweigen“ über während des Verfahrens erlangte Erkenntnisse gegenüber der Öffentlichkeit verpflichtet. Ziel der Anordnung sei es gewesen, „Beschuldigte zu schützen, so wie dies heute bei Zivilverfahren der Fall ist“. Das nicht mehr geltende Schreiben legte im Einzelnen fest, wie innerkirchliche Untersuchungen in solchen Fällen zu führen und Priester gegebenenfalls zu bestrafen sind. Zusätzlich wurde festgelegt, dass die gleiche Verfahrensweise im Umgang mit Anzeigen homosexuellen, pädophilen oder zoophilen Verhaltens durch Kleriker anzuwenden seien.
Papst Paul VI. bestätigte in der Apostolischen Konstitution Regimini ecclesiae universae vom 15. August 1967 diese richterliche und administrative Zuständigkeit der Kurie für die Fälle, die in Crimen sollicitationis im Zusammenhang mit der Beichte festgelegt sind.
Die Instruktion Crimen sollicitationis wurde nicht veröffentlicht. Sie war von den Empfängern geheim zu halten und im Geheimarchiv des Bistums zu verwahren. Das Dokument war laut John L. Allen so geheim, dass lange Zeit nur wenige Bischöfe von seiner Existenz wussten. Dies änderte sich erst im Mai 2002, als Kardinal Ratzinger als Vorsitzender der Glaubenskongregation einen Brief zum Thema sexueller Missbrauch an alle Bischöfe schrieb und auf Crimen sollicitationis in einer Fußnote Bezug nahm.
Im August 2003 warf die britische Wochenzeitung The Observer die Frage auf, ob das Dokument den Zweck gehabt habe, Fälle von Missbrauch zu vertuschen. Dieselbe Kritik wurde in dem britischen Dokumentarfilm Sex Crimes and the Vatican (2006) geäußert.

#### 1980er Jahre
Die frühere Regelung in Canon 2359 des Codex Iuris Canonici 1917 (siehe oben) wurde im heute gültigen Codex Iuris Canonici von 1983 ersetzt durch Canon 1395 § 2: „Ein Kleriker, der sich auf andere Weise gegen das sechste Gebot des Dekalogs verfehlt hat, soll, wenn nämlich er die Straftat mit Gewalt, durch Drohungen, öffentlich oder an einem Minderjährigen unter sechzehn Jahren begangen hat, mit gerechten Strafen belegt werden, gegebenenfalls die Entlassung aus dem Klerikerstand nicht ausgenommen.“
Wesentliche Schwierigkeiten ergaben sich infolge des Zweiten Vatikanischen Konzils und der daraus folgenden Überarbeitung des Kirchenrechts im Jahre 1983. So hatte sich laut Juan Ignacio Arrieta der Schwerpunkt des kirchlichen Strafrechtes im Zuge der Reformen gemäß dem Grundsatz der Dezentralisation und der Subsidiarität von der Kurie in die einzelnen Bistümer verlagert. Die damit eingeführten Strafverfahren mitsamt ihren Schutzmechanismen für den Beschuldigten stellten jedoch nach Ansicht von Arrieta teilweise ein „unüberwindliches Hindernis für die wirkliche Anwendung des Strafrechtes dar“. Mit der Reform von 1983 wurde die Anzahl der im Kirchenrecht typisierten Straftaten drastisch reduziert. Da aber die Strafverhängung samt Strafmaßbestimmung in die Verantwortung des Ortsordinarius gelegt wurde, führte dies in der Praxis zu völlig unterschiedlichen Strafmaßfestlegungen. Weiterhin enthielt das Kirchenrecht „selbst Ermahnungen zur Toleranz, die bisweilen – freilich zu Unrecht – als Anregung an den Ordinarius interpretiert werden könnten, von der Verhängung der Strafsanktionen abzusehen, wo diese aus Gründen der Gerechtigkeit erforderlich wären“.
Nach Darstellung Arrietas regte Joseph Kardinal Ratzinger daher bereits im Jahre 1988 eine Vereinfachung der Verfahren an. Kardinal Castillo Lara vom Päpstlichen Rat für Gesetzestexte meinte damals, dass die Schwierigkeiten nicht im Verfahren selbst zu sehen wären, sondern in seiner Anwendung durch die Bischöfe. Diese sollten gedrängt werden, ihre Richtergewalt auszuüben, statt sich nur mit Bittgesuchen an den Heiligen Stuhl zu wenden. Ratzinger nahm dies im Mai 1988 zunächst zur Kenntnis und drängte im Folgenden vor allem auf die Klärung der Zuständigkeiten, die zwischen der Kurie und den Bistümern nach wie vor ungeklärt waren und für kirchenrechtliche Verwirrung sorgten.
Eine weitere Etappe zur Klärung war daher die von Papst Johannes Paul II. am 28. Juni 1988 erlassene Apostolische Konstitution Pastor Bonus. Damit wurde die Definition der „graviora delicta“ und die Frage der jeweiligen Zuständigkeit erstmals ansatzweise geklärt. Pastor Bonus legte fest, dass allein die Glaubenskongregation „Straftaten gegen den Glauben sowie schwere gegen die Sittlichkeit oder bei der Feier der Sakramente begangene Straftaten, die ihr gemeldet worden sind, untersucht“ und, wenn notwendig, Kirchenstrafen nach den Vorschriften des allgemeinen und des Partikularrechtes verhängt. Die ausschließliche Strafgerichtsbarkeit der Glaubenskongregation bezog sich ausdrücklich auch auf „schwerwiegende Delikte gegen die Moral“. Noch war jedoch nicht geregelt, dass diese Regelung auch sexuellen Missbrauch erfassen würde. Insofern dauerte die Unsicherheit bei der Anwendung des Kirchenrechtes auf Fälle sexuellen Missbrauchs weiter an.
Daneben wurden im Dialog mit den Bischofskonferenzen lokale Einzellösungen zur Verfahrensvereinfachung und zur effektiveren Anwendung des Kirchenrechtes in Fällen sexuellen Missbrauchs gesucht.

#### 1990er Jahre
Eine Anfrage amerikanischer Bischöfe, selbst einige Täter laisieren zu können, wurde im Frühjahr 1993 durch Erzbischof Geraldo Majella Agnelo ausdrücklich verneint. Allerdings wurden kurz darauf neue Sondervollmachten für die Kongregation für den Klerus herbeigeführt, sodass die Bischöfe über dieses päpstliche Dikasterium in schweren Fällen auch Verwaltungsverfahren zur Zwangslaisierung von Klerikern führen können. Dies geschah durch eine Intervention des Papstes, der eine Kommission aus Experten des Heiligen Stuhls und der Bischofskonferenz der Vereinigten Staaten einrichtete, um die bestmögliche Anwendung des Kirchenrechts auf die amerikanische Situation zu prüfen. Dies führte im April 1994 zur Ausweitung der kirchenrechtlichen Kriterien und im September 1995 zur erweiterten Möglichkeit der Suspendierung durch den Ortsbischof selbst – unter Hinweis auf den vorliegenden psychischen Defekt.
Die Bischöfe aus den Vereinigten Staaten und aus Irland drängten in den 1990er Jahren weiterhin auf eine abschließende Klärung der Rechtslage. Sie sahen Joseph Ratzinger als ihren wichtigsten Unterstützer im Vatikan.

#### 2000er Jahre
2001 konnte sich Ratzinger offenbar bei Papst Johannes Paul II. durchsetzen und sorgte ab diesem Zeitpunkt für eine abschließende Rechtsklärung. Der Jesuit Hans Zollner, Kinderschutzbeauftragter des Vatikans, sagte im November 2019 in einem Interview, Ratzinger habe die Frage des Missbrauchs und die Verurteilung der Täter „überhaupt als erster konsequent angegangen“, da er Papst Johannes Paul II. davon überzeugt habe, die Aufklärung dieser Fälle an der Glaubenskongregation und nicht in den Ortskirchen anzusiedeln. Zudem habe Ratzinger eine kirchenrechtliche Grundlage für die Entlassung von Priestern gelegt.
Nach der Approbation der Verfahrensordnung für die Lehrüberprüfung sah Papst Johannes Paul II. daher die Notwendigkeit, die „schweren Straftaten, die gegen die Sittlichkeit und bei der Feier der Sakramente begangen werden und für welche ausschließlich die Glaubenskongregation zuständig bleibt“, und die besonderen Vorschriften für die Strafverfahren „zur Erklärung beziehungsweise Verhängung von Kirchenstrafen“ deutlicher zu definieren. Nachdem er diese Neuregelung mit dem Motu proprio Sacramentorum sanctitatis tutela vom 30. April 2001 promulgiert hatte, wurde sie am 18. Mai 2001 durch das Schreiben De delictis gravioribus des damaligen Präfekten der Kongregation für die Glaubenslehre, Joseph Kardinal Ratzinger, ausgeführt und damit unter anderem das Schreiben Crimen sollicitationis abgelöst. Das Schreiben ruft die der Glaubenskongregation vorbehaltenen schweren Straftaten in Erinnerung, darunter „die von einem Kleriker begangene Straftat gegen das sechste Gebot des Dekalogs mit einem noch nicht 18-jährigen minderjährigen Menschen“. Die Rechtsreformen zum „Schutz der Heiligkeit der Sakramente“ (Sacramentorum sanctitatis tutela), welche die Vorschriften von 1922 bezüglich sexueller Übergriffe während der Beichte ersetzte, schützt jedoch nur das Sakrament, nicht aber die Opfer. In den Erläuterungen der Glaubenskongregation von 2010 heißt es dazu: „Die Überzeugung, dass eine umfassende gesetzliche Regelung bezüglich des sexuellen Verhaltens von Personen mit Erziehungsverantwortung notwendig ist, ist sehr jung.“

„Wenn ein Bischof oder Hierarch auch nur vage Kenntnis von einer derartigen Straftat hat, muss er sie nach abgeschlossener Voruntersuchung an die Glaubenskongregation weitermelden, die, wenn sie nicht wegen besonderer Umstände den Fall an sich zieht, durch Weitergabe der entsprechenden Vorschriften dem Bischof beziehungsweise Hierarchen gebietet, durch sein je eigenes Gericht das weitere Verfahren führen zu lassen. … Zu beachten ist, dass die Verjährungsfrist für eine Strafklage gegen Strafhandlungen, die der Glaubenskongregation vorbehalten sind, zehn Jahre beträgt. Die Verjährung läuft nach dem allgemeinen Recht ab; aber bei einer von einem Priester begangenen Straftat an einer minderjährigen Person beginnt die Verjährung erst mit dem Tag, an dem die Person das 18. Lebensjahr vollendet hat.“

Zusammen mit der Apostolischen Konstitution Pastor Bonus von 1988 war damit auch geklärt, dass für Vergehen sexuellen Missbrauchs ausschließlich die Glaubens- und nicht, wie bisher vielfach praktiziert, die Kleruskongregation zuständig ist.
Die Glaubenskongregation erhielt von Papst Johannes Paul II. am 7. November 2002 die Sondervollmacht, auf Grund eines begründeten Ansuchens einzelner Bischöfe die im Schreiben De delictis gravioribus festgelegte Verjährung aufzuheben.

#### 2010er Jahre
Im April 2010 publizierte der Vatikan eine „Verständnishilfe für die grundlegende Vorgangsweise bei Vorwürfen sexuellen Missbrauchs“, die zum einen die Pflicht zur Zusammenarbeit mit den weltlichen Strafverfolgungsbehörden nach den herrschenden Gesetzen hervorhob und außerdem die bei Missbrauchsfällen anzuwendenden Verfahren noch einmal klar und deutlich darlegte.
Im August 2010 wurde eine umfassende Überarbeitung der geltenden kirchlichen Normen vorgenommen. Sie umfasste im Wesentlichen folgende Änderungen:
1. Die Verjährungsfrist wurde auf 20 Jahre verlängert, verbunden mit der Möglichkeit einer weiteren Erstreckung oder Aufhebung im Einzelfall (Art. 7 § 1).
2. Erwerb, Aufbewahrung und Verbreitung von kinderpornographischem Material durch Kleriker in übler Absicht (turpe patrata) wurde als selbständiger Tatbestand erfasst (Art. 6 § 1 Nr. 2).
3. Der Schutzbereich des Missbrauchsdelikts, ursprünglich auf Minderjährige beschränkt, wurde auf Erwachsene mit geistiger Behinderung ausgedehnt (Art. 6 § 1 Nr. 1).
4. „Sehr schwerwiegende Fälle“, bei denen die begangene Straftat offenkundig ist und dem Angeklagten die Möglichkeit zur Verteidigung gegeben worden war, kann die Kongregation dem Papst direkt vorlegen, damit dieser über die Entlassung aus dem Klerikerstand oder über die Absetzung zusammen mit der Dispens von der Zölibatsverpflichtung entscheidet (Art. 21 § 2 Nr. 2).

In einem Rundschreiben vom Mai 2011 wurden die Bischofskonferenzen aller Länder aufgefordert, Leitlinien für den Umgang mit sexuellem Missbrauch in ihrem Einzugsbereich zu erarbeiten oder nach den im Rundschreiben festgelegten Grundsätzen zu verschärfen. In dem Schreiben wurde insbesondere die Zusammenarbeit mit staatlichen Stellen hervorgehoben und bestimmt, dass ein auffällig gewordener Priester nicht mehr in die Seelsorge zurückkehren darf, sofern er eine Gefahr für Minderjährige oder ein Ärgernis für die Gemeinde darstellt. Die in dem Rundschreiben entwickelten Grundsätze orientierten sich an den Leitlinien der Deutschen Bischofskonferenz zum Vorgehen bei sexuellem Missbrauch.
Im Juli 2013 veranlasste Franziskus (Papst seit März 2013) eine Gesetzesnovelle, gemäß der Kindesmissbrauch im Vatikan erstmals unter Strafe steht. Diese Regelung gilt für Angestellte des Vatikans sowie für päpstliche Vertreter im Ausland (ein Nuntius genießt wie andere Diplomaten im Ausland diplomatische Immunität).
Franziskus wies die vatikanischen Behörden an, strikt gegen sexuellen Missbrauch in der Kirche vorzugehen.

#### 2020er Jahre
Im Juli 2020 veröffentlichte die Kongregation für die Glaubenslehre Leitlinien zum Umgang mit Fällen sexuellen Missbrauchs Minderjähriger durch Kleriker. Das „Vademecum“ genannte Dokument umfasst 164 nummerierte Anweisungen in neun Hauptabschnitten.

## Haltung der römisch-katholischen Kurie

### Pontifikat Johannes Pauls II.
In den neunziger Jahren betrachtete der Heilige Stuhl – so im Sommer 1993 namentlich Joaquín Navarro-Valls und der Papst selbst im Rahmen seiner Reise zum Weltjugendtag in Denver – das Problem vor allem als ein moralisches Problem der Ortskirchen in den Vereinigten Staaten. Dies änderte sich, als 1994 in Irland die Fälle des Ordenspriesters Brendan Smyth und des Priesters Liam Cosgrove bekannt wurden.
Im Oktober 2001 musste der Bischof des Erzbistums Cardiff in Großbritannien, John Aloysius Ward, nach einer Aufforderung durch Papst Johannes Paul II. zurücktreten. Ward war nicht energisch genug gegen zwei übergriffige Priester eingeschritten.
Am 22. November 2001 entschuldigte sich der Papst öffentlich bei jenen Ordensschwestern, die Opfer von sexuellem Missbrauch durch Priester geworden sind. Ein interner Bericht der Ordensschwester Maura O’Donohue, MMM, war im Februar 1995 der Kurie vorgelegt und von einer Arbeitsgruppe geprüft worden. Im März 2001 war der Bericht durch den National Catholic Reporter an die Öffentlichkeit gelangt. Der Bericht enthielt Hinweise, dass einige Priester und Missionare in 23 Ländern, darunter die USA, Philippinen, Irland und Papua-Neuguinea, Nonnen zu sexuellen Handlungen gezwungen hätten, in einigen Fallen sei es zu erzwungenen Abtreibungen gekommen. Daraufhin kam es im Juli 2001 in New York City vor dem Gebäude der Vereinten Nationen zu Protesten, die die Einsetzung einer unabhängigen Kommission verlangten.
Auf Veranlassung des Präfekten der römischen Glaubenskongregation und späteren Papstes Benedikt XVI., Joseph Ratzinger, überwies Papst Johannes Paul II. mit seinem Motu proprio Sacramentorum sanctitatis tutela vom 30. April 2001 die Aufklärung von Fällen sexuellen Missbrauchs in der römischen Kurie von der Kleruskongregation an die Glaubenskongregation.
Im Frühjahr 2002 erschütterte das Bekanntwerden zahlreicher sexueller Missbrauchsfälle die amerikanische Kirche, woraufhin der Papst Mitte April 13 amerikanische Kardinäle nach Rom zitierte und die künftige „Null-Toleranz“ vorgab.
John L. Allen, Korrespondent für den National Catholic Reporter im Vatikan, erläuterte, dass viele amerikanische Katholiken das anfängliche Schweigen des Vatikans zu den vom Boston Globe enthüllten Missbrauchsskandalen als fehlendes Interesse an diesem Problem deuteten. Nach Allens Ansicht gab es im Vatikan zwar niemanden, der über die Fälle sexuellen Missbrauchs nicht schockiert gewesen sei oder bereit gewesen wäre, das Vorgehen von Kardinal Law zu rechtfertigen. Allerdings sah Allen im Vatikan auch Uneinigkeit über die nun einzuschlagende Richtung. Der Vatikan sei dabei vor allem skeptisch gegenüber der Art und Weise der Berichterstattung in den Medien. Er halte zudem die amerikanische Einstellung gegenüber sexuellen Dingen insgesamt für hysterisch und nehme ein weit verbreitetes Unverständnis gegenüber der römisch-katholischen Kirche wahr. Die Kurie sehe daher bei vielen an den Vatikan herangetragenen Forderungen eigentlich ganz andere Motive als die Aufklärung von sexuellem Missbrauch, weshalb niemand in der Kurie zurückstecken wolle. Dies führe schließlich bei den Statements des Vatikans, die auch die amerikanischen Katholiken erwarteten, zu einem großen Zeitverzug. Zum Zeitpunkt ihrer Äußerung hätten die Aussagen dann eher bemüht und wenig überzeugend gewirkt.
Im April 2003 fand in Rom zum Thema „Pädophilie und Kirche“ ein Symposion statt, an dem unter anderem Stephen Joseph Rossetti und Wunibald Müller teilnahmen. Die Ergebnisse wurden im nächsten Jahr publiziert.
Diskutiert wird auch die Rolle Papst Johannes Pauls II. im Rahmen der Missbrauchsaffäre bei den Legionären Christi.

### Pontifikat Benedikts XVI.

#### Äußerungen des Papstes
Im April 2008 äußerte sich Papst Benedikt XVI. noch vor seiner USA-Reise, er sei tief beschämt über die Serie von Missbrauchsfällen pädophiler Priester und wird zitiert mit der Aussage: „Wir werden Pädophile vom Heiligen Dienst absolut ausschließen.“ Am 17. April 2008 traf er sich in Washington mit einer Gruppe von fünf Personen, die Opfer sexuellen Missbrauchs von Priestern geworden waren.
Während seines Aufenthalts in Australien im Rahmen des Weltjugendtages in Sydney im Juli 2008 sprach der Papst erneut von tiefer Beschämung über den sexuellen Missbrauch Minderjähriger in der katholischen Kirche Australiens. Er forderte, dass alle, die dieses Übel begangen hätten, vor Gericht gestellt werden müssten, während die Kirche die Opfer mit größtem Mitgefühl und Sorgfalt behandeln müsse. Hunderte Mitglieder der Organisation Broken Rites hatten während seiner Rede vor der Kathedrale protestiert und warfen der katholischen Kirche in Australien „jahrelange Vertuschungsversuche“ und ein Verzögern von Entschädigungsverfahren vor. Diese Rede wurde allgemein als erste offizielle Entschuldigung gewertet. Kurz vor seiner Abreise traf Benedikt auch in Sydney Opfer sexuellen Missbrauchs durch Priester und erfüllte damit eine der Hauptforderungen der australischen Opferverbände. Broken Rites forderte Benedikt XVI. auf, er müsse die Bischöfe in Australien anweisen, sich nicht länger gegen eine zivilgerichtliche Verfolgung der Missbrauchsfälle zu stellen.
Im April 2009 entschuldigte sich Papst Benedikt XVI. für den sexuellen Missbrauch der Kinder der Inuit in Kanada und im Dezember 2009 für den Missbrauch von Kindern durch Priester in Irland. Er teile mit vielen Gläubigen in Irland „die Empörung, das Gefühl des Verrats und die Scham“ über die „abscheulichen Verbrechen“.
Im Februar 2010 verurteilte Benedikt XVI. den Missbrauch von Internatsschülern durch Jesuiten in Deutschland. Er kündigte an, dass die Kirche Verstöße gegen die Rechte von Kindern künftig verurteilen würde, und betonte gleichzeitig, sie hätte dies in der Vergangenheit auch schon getan. Der Papst erinnerte auch an Jesu Lehre über die Kinder und „seine Zärtlichkeit im Umgang mit ihnen“ als Mahnung, „die Rechte und die Liebe der Kinder nicht herabzumindern“. Beim nach der Frühjahrsversammlung üblichen Besuch des Papstes am 9. März 2010 in Rom besprach Zollitsch die Ergebnisse der Bischofskonferenz mit dem Papst.
Laut Zollitsch sagte der Papst bei dieser Gelegenheit: „Keines meiner Worte könnte die durch einen solchen Missbrauch zugefügten Schmerzen und Leiden beschreiben … Auch kann ich den in der Gemeinschaft der Kirche entstandenen Schaden nicht angemessen in Worte fassen“.
Anlässlich seines Besuchs in Malta traf sich der Papst mit Missbrauchsopfern und betete gemeinsam mit ihnen. Dabei versprach er, dass er alles unternehmen werde, um Vorwürfe aufzuklären und Schuldige zur Verantwortung zu ziehen und meinte, dass die Kirche „verletzt durch unsere Sünden“ sei. Nach Angaben des Missbrauchsopfers Joseph Magro hatte Papst Benedikt bei der Begegnung Tränen in den Augen.
Am 12. Mai 2010 äußerte sich Benedikt XVI. aus Anlass einer Wallfahrt nach Fátima zu den Ursachen der Missbrauchsfälle in der römisch-katholischen Kirche. Dabei fand er erstmals deutliche Worte: „Heute sehen wir es auf wirklich erschreckende Art und Weise: Die größte Bedrängnis der Kirche kommt nicht von Feinden außerhalb. Sondern sie stammt aus der Sünde innerhalb der Kirche. Die Kirche hat also tiefen Bedarf, wieder Bußfertigkeit zu erlernen, die Reinigung anzunehmen und auf der einen Seite Vergebung zu lernen, aber andererseits auch die Notwendigkeit der Gerechtigkeit, Vergebung ersetzt nicht die Justiz.“ Von Portugal aus sendete der Papst eine Grußbotschaft zur Eröffnung des Ökumenischen Kirchentags 2010, in der er ebenso deutlich vom „Unkraut in der Kirche“ sprach. Der Theologe Wolfgang Beinert sprach angesichts der Worte des Papstes von einer „neuen Dimension“ im Umgang mit den Missbrauchsfällen. Bisher habe der Vatikan immer versucht, nach dem alten katholischen Prinzip zu reagieren, dass kein Ärgernis entstehen solle.
Im Juni 2010 bat der Papst zum Abschluss des Priesterjahres öffentlich um Vergebung. Er erklärte vor 15.000 Priestern, die sich zum Abschluss des Priesterjahres in Rom versammelt hatten: „Auch wir bitten Gott und die betroffenen Menschen inständig um Vergebung und versprechen zugleich, dass wir alles tun wollen, um solchen Missbrauch nicht wieder vorkommen zu lassen“. Das Priesterjahr habe die „Sünden von Priestern“ ans Licht gebracht, „vor allem den Missbrauch der Kleinen“. Papst Benedikt begriff dies als „Auftrag zur Reinigung, der uns in die Zukunft begleitet“. Abschließend unterstrich er, dass es „kein Zeichen von Liebe“ sei, wenn unwürdiges Verhalten von Priestern geduldet würde.
Bei seiner Reise nach Großbritannien erklärte der Papst in der Fragestunde mit Journalisten während des Hinfluges am 16. September 2010, „daß diese Enthüllungen für mich ein Schock waren. Sie verursachen große Traurigkeit. Es fällt schwer zu verstehen, wie diese Perversion des Priesteramtes möglich war.“ Gleichzeitig skizzierte Benedikt XVI. wie er sich den zukünftigen Umgang mit Missbrauchsfällen in der römisch-katholischen Kirche vorstellte: „Was die Opfer betrifft, sind, denke ich, drei Dinge wichtig. Das erste Interesse muß den Opfern gelten: Wie können wir Wiedergutmachung leisten, was können wir tun, um diesen Menschen zu helfen, das Trauma zu überwinden, das Leben wiederzufinden, auch das Vertrauen in die Botschaft Christi wiederzufinden? (…) Das zweite ist das Problem der Schuldigen: die gerechte Strafe finden, sie von jeder Möglichkeit des Kontaktes zu Jugendlichen auszuschließen (…) Und der dritte Punkt ist die Prävention in der Ausbildung und der Auswahl der Priesteramtskandidaten. Wir müssen so aufmerksam sein, daß nach Maßgabe der menschlichen Möglichkeiten zukünftige Fälle ausgeschlossen sind.“ Er räumte ein, dass „die Autorität der Kirche nicht wachsam genug war und nicht schnell und entschieden genug die notwendigen Maßnahmen ergriffen hat. Deswegen befinden wir uns jetzt in einem Moment der Buße, der Demut und der erneuerten Aufrichtigkeit.“
In einem Brief an die Seminaristen vom 18. Oktober 2010 schrieb Papst Benedikt: „Die Sexualität ist eine Gabe des Schöpfers, aber auch eine Aufgabe an das eigene Menschwerden. Wenn sie nicht in die Person integriert ist, dann wird sie banal und zerstörerisch zugleich. (…) In letzter Zeit haben wir mit großem Bedauern feststellen müssen, daß Priester durch sexuellen Missbrauch von Kindern und Jugendlichen ein Zerrbild ihres Amtes abgegeben haben. Statt Menschen zu reifer Menschlichkeit hinzuführen und sie ihnen selbst vorzuleben, haben sie durch ihren Missbrauch Zerstörungen hervorgerufen, die wir mit tiefem Schmerz bedauern.“ Den Zölibat oder das Priestertum sah Benedikt durch die Missbrauchsfälle nicht in Frage gestellt, allerdings ermahnte er die Seminaristen: „Das Geschehene muß uns freilich wacher und aufmerksamer machen, gerade auf dem Weg zum Priestertum sich selber vor Gott gründlich zu befragen, ob dies sein Wille für mich ist.“
Zum Weihnachtsempfang für das Kardinalskollegium und die Mitglieder der römischen Kurie im Jahre 2010 sprach Benedikt XVI. abermals die Missbrauchsfälle an. Er erklärte, dass er „um so mehr erschüttert [war], gerade in diesem Jahr in einem Umfang, den wir uns nicht hatten vorstellen können, Fälle von Missbrauch Minderjähriger durch Priester kennenzulernen […], [die] den Menschen in seiner Kindheit – unter dem Deckmantel des Heiligen – zuinnerst verletzen und Schaden für das ganze Leben zufügen.“ Der Papst verglich die römisch-katholische Kirche nach einer Vision Hildegards von Bingen mit einer Frau, die durch die Sünden der Priester entstellt und beschmutzt wurde.

#### Umgang mit Missbrauchsfällen
Der erste dokumentierte Fall, bei dem Joseph Ratzinger, der spätere Papst Benedikt XVI., mit dem Problem des sexuellen Missbrauchs in der römisch-katholischen Kirche konfrontiert wurde, war die Versetzung des pädokriminellen Priesters Peter Hullermann vom Bistum Essen ins Erzbistum München und Freising im Jahre 1980. Im Zuge der Missbrauchsdebatte in Deutschland im Frühjahr 2010 wurde diskutiert, inwieweit Benedikt XVI. in seiner damaligen Funktion als Erzbischof am Wiedereinsatz Hullermanns in der Seelsorge Anteil hatte. Nach dem damaligen Wissensstand war Ratzinger lediglich an der Zustimmung zur Aufnahme Hullermanns im Erzbistum München und Freising zum Zwecke einer Therapie beteiligt. Für die weiteren Schritte übernahm der damals zuständige Generalvikar der Erzdiözese München und Freising, Gerhard Gruber die Verantwortung. Auch nach Aussage des für Hullermann zuständigen Psychiaters Werner Huth war Ratzinger bereits in Rom, als die weiteren Entscheidungen zu einem Wiedereinsatz H.s im aktiven Dienst fielen. Im Jahr 2022 wurde die Rolle Ratzingers im Fall Hullermann erneut thematisiert, nachdem der bereits emeritierte Papst Benedikt XVI. eine falsche Aussage in der Sache einräumen und richtigstellen musste.
Der nächste bekannte Fall, der Ratzinger persönlich betraf, war der von Stephen Kiesle. Dieser wurde bereits 1978 wegen Kindesmissbrauchs verurteilt. 1981 und 1982 bat er zusammen mit John Stephen Cummins, Bischof von Oakland, in Rom um seine Entlassung aus dem Priesterstand. Ratzinger bat mit einem Schreiben von 1985 um mehr Bedenkzeit und stimmte der Entlassung 1987 schließlich zu.
Nach Darstellung von Juan Ignacio Arrieta erachtete Kardinal Ratzinger bereits im Jahre 1988 die damals gültigen kirchlichen Verfahren und die kirchliche Rechtslage in Bezug auf die Missbrauchsfälle als ungenügend. Dies drückte sich vor allem in einem Briefwechsel mit Kardinal Castillo Lara vom Päpstlichen Rat für Gesetzestexte zur Vereinfachung der damaligen Verfahren aus. Zwar entsprach Castillo Lara nicht dem Ansinnen Ratzingers, dieser erwirkte jedoch bei Papst Johannes Paul II. erste Änderungen und Präzisierungen im Kirchenrecht durch die Apostolische Konstitution Pastor Bonus (siehe Kirchenrecht).
1995 erschütterte die Affäre Hans Hermann Groër die römisch-katholische Kirche in Österreich. Nach Aussagen von Kardinal Christoph Schönborn im Jahre 2010 wollte Ratzinger damals eine Untersuchungskommission zu dieser Affäre einsetzen, konnte sich damit aber innerhalb der Kurie offenbar nicht durchsetzen. Vor allem Kardinal Angelo Sodano soll damals ein entschiedener Gegner dieses Vorhabens gewesen sein und die Aufklärung der Affäre behindert haben. Benedikt XVI. reagierte nach entsprechenden Unmutsäußerungen in der Kurie in Rom auf diese Äußerungen Schönborns, indem er ihn dahingehend rügte, dass nur der Papst Kardinäle beschuldigen dürfe. In der Sache widersprach er Schönborn jedoch nicht.
1996 wurde Joseph Ratzinger in seiner damaligen Funktion als Präfekt der Glaubenskongregation der Fall Lawrence C. Murphy überantwortet. Der Bischof von Wisconsin, Rembert Weakland, hatte die Einleitung eines Verfahrens zu Murphys Entlassung aus dem Priesterstand beantragt. Dieses Ansinnen wurde schließlich von Tarcisio Bertone mit Verweis auf das Alter Murphys abgelehnt. Nach Recherchen der ZEIT wurde der Vorgang vor allem von Bertone selbst bearbeitet und entschieden. Einen Hinweis darauf, dass Ratzinger davon Kenntnis hatte, gibt es nicht.
Nach einem Bericht der New York Times vom 1. Juli 2010 wurde bei Ratzinger ab 2000 eine Wandlung in seiner Wahrnehmung des Problems der Missbrauchsfälle in der römisch-katholischen Kirche sichtbar. Entgegen der in Teilen der Kurie zu diesem Zeitpunkt immer noch verbreiteten Ansicht, dass das Problem sich auf Ortskirchen beschränke und daher auch dort zu lösen sei, plädierte er gemeinsam mit den Ortsbischöfen dafür, auch in Rom zügig zu handeln.
Entsprechend sorgte Ratzinger ab 2001 für die Klärung der Rechtslage. Er verfasste ein Begleitschreiben (De delictis gravioribus) zu Sacramentorum sanctitatis tutela und löste damit das Schreiben Crimen sollicitationis ab. Über dessen Geltungskraft waren Kirchenrechtler bis zu diesem Zeitpunkt uneinheitlicher Meinung, was eine konsequente Anwendung des Kirchenrechtes praktisch unmöglich machte. (Nach Berichten von Bischöfen war auch Crimen sollicitationis erst Anfang der 1990er Jahre von einem Kirchenrechtsstudenten „wiederentdeckt“ worden.) Weitere Verwirrung stiftete die Frage, welche römische Behörde für Missbrauchsfälle zuständig war. Ein Teil der Fälle ging an die Glaubens-, ein anderer Teil an die Kleruskongregation. Diese Unterscheidung war auch deshalb bedeutsam, weil der Leiter der Kleruskongregation, Kardinal Darío Castrillón Hoyos, Vorwürfe wegen sexuellen Missbrauchs gegen Kleriker anders als Joseph Ratzinger generell als Angriff auf die Kirche als solche abtat (vergleiche hierzu seine Rolle im Fall Pican). Diese und andere Verwirrungen wurden schließlich durch das von Ratzinger ausgearbeitete Schreiben De delictis gravioribus abschließend und einheitlich geregelt.
Auch im Folgenden war Ratzinger nach Aussagen der amerikanischen Bischöfe einer ihrer wichtigsten Unterstützer, wenn es darum ging, im Vatikan eine Richtungsänderung hin zu einem einheitlichen Vorgehen herbeizuführen.
Gegen Marcial Maciel begann Kardinal Joseph Ratzinger als Präfekt der Glaubenskongregation bereits 1999 eine Untersuchung. Diese brach er 2002 aber wieder ab. Erst in den Monaten vor dem Tod von Johannes Paul II. eröffnete er das Verfahren von neuem und veranlasste im Januar 2005 persönlich eine Untersuchung der Vergehen von Maciel. Am 19. Mai 2006 gab der Vatikan bekannt, dass die Glaubenskongregation beschlossen hatte, im Blick auf Maciels hohes Alter und seinen angegriffenen Gesundheitszustand auf einen kanonischen Prozess zu verzichten und ihn stattdessen „dazu einzuladen, ein zurückgezogenes Leben des Gebets und der Buße zu führen unter Verzicht auf jeglichen öffentlichen pastoralen Dienst“. Diese Entscheidung war von Papst Benedikt XVI. am 26. Mai 2005 (also nur fünf Wochen nach seiner Wahl zum Papst) approbiert worden.
Im Fall des Mainzer Weihbischofs Franziskus Eisenbach zitierte Ratzinger diesen nach Rom. Als Folge des Gespräches musste Eisenbach trotz Einstellung des kirchenrechtlichen Verfahrens sein Amt als Weihbischof 2002 aufgeben. Eisenbach selbst zeigte sich darüber enttäuscht.
Der Vatikan-Korrespondent John L. Allen erklärte im April 2010 in einem Interview in der Frankfurter Rundschau, dass niemand so viel dafür getan habe, den Missbrauchssumpf trockenzulegen, wie Joseph Ratzinger. Er habe bereits strengere Verfahrensregeln eingeführt, als noch niemand an das Problem herangehen wollte. Nach Allens Aussage handelte er dabei aus tiefem Entsetzen. Ratzinger stünde für den Bruch mit der früheren Kultur des Wegsehens, auch wenn seine Rolle als Aufklärer in den Medien untergegangen sei.
Am 19. November 2010 lud Papst Benedikt XVI. mehr als hundert Würdenträger der römisch-katholischen Kirche zu einer Tagung nach Rom ein, um unter anderem auch das weitere Vorgehen gegen sexuellen Missbrauch in der römisch-katholischen Kirche zu besprechen.
Nach einem Bericht von Daniel Deckers könne im Jahre 2012 kein Zweifel mehr bestehen, dass der Papst und seine engsten Mitarbeiter die Problematik sexuellen Fehlverhaltens des Klerus verstanden hätten. Auf Veranlassung Benedikts XVI. wurde das Kirchenrecht modifiziert und mit Sanktionsmöglichkeiten versehen. Außerdem wurden alle Bischofskonferenzen aufgefordert, Leitlinien zum Umgang mit Fällen sexuellen Missbrauchs einschließlich eines Präventionskonzeptes zu erarbeiten.

#### Reaktionen und Positionen anderer Würdenträger
Nachdem am 22. September 2009 die Internationale Humanistische und Ethische Union die römisch-katholische Kirche vor den Vereinten Nationen des Bruchs der Artikel 3, 19, 34 und 44 des 1990 auch vom Heiligen Stuhl unterzeichneten Internationalen Übereinkommens über die Rechte des Kindes beschuldigt und ihr insbesondere Verschleierung und unzureichende Maßnahmen zur Verhinderung weiterer Fälle vorgeworfen hatte, erklärte Silvano Tomasi, der ständige Beobachter des Heiligen Stuhls bei der UN, in seiner Antwort, dass Studien zufolge 1,5 bis 5 Prozent aller katholischen Geistlichen in den letzten 50 Jahren in Missbrauchsfälle verwickelt gewesen seien. Die Situation in den Vereinigten Staaten sei nicht nur ein römisch-katholisches Problem, weil die meisten Anschuldigungen protestantische Kirchen beträfen und auch für die jüdischen Gemeinden so etwas ähnlich weit verbreitet sei. Die Wahrscheinlichkeit, Opfer von sexuellem Missbrauch zu werden, sei deutlich größer bei Familienmitgliedern, Babysittern, Freunden, Verwandten oder anderen Kindern.
Der Pressesprecher des Vatikans, Federico Lombardi, äußerte sich am 13. März 2010 in einer Stellungnahme des Vatikans zu den bekanntgewordenen Missbrauchsfällen in Deutschland. Die Deutsche Bischofskonferenz habe die richtigen Akzente gesetzt: „die Wahrheit anerkennen und den Opfern helfen, die Prävention verstärken und konstruktiv mit den Behörden – auch mit den staatlichen Justizbehörden – zusammenarbeiten für das Wohl der Gesellschaft“. Erzbischof Zollitsch habe „ohne Wenn und Aber die Meinung der Experten betont, wonach die Frage des Zölibats in keiner Weise mit der der Pädophilie vermengt werden darf“. Zur Diskussion um die Wirkung der Normen des Kirchenrechtes meinte Lombardi, „dass diese Normen in keiner Weise ein Vertuschen solcher Vergehen beabsichtigt oder gefördert haben, sondern dass sie ganz im Gegenteil eine intensive Aktivität ausgelöst haben, um diese Vergehen im Rahmen des Kirchenrechts anzugehen, zu beurteilen und zu bestrafen“. Die wesentlichen Fragen zum Fall Hullermann im Erzbistum München und Freising waren nach Lombardis Meinung beantwortet. Das Beharren seitens einzelner Medien auf diesem Fall zeuge eher von „einer gewissen Verbissenheit“, mit der versucht werde, Papst Benedikt XVI. persönlich in die Verantwortung zu nehmen, was jedoch an den Fakten gescheitert sei.
Im November 2010 betonte Lombardi erneut, insbesondere die Kirche müsse sich von diesem Übel befreien, ein gutes Beispiel für den Kampf gegen den Missbrauch in ihrer Mitte geben und mit allem Nachdruck gegen diese „ungeheuerliche Plage“ durch Kleriker vorgehen. Zur Bekämpfung von Missbrauch bedürfe es jedoch einer gesamtgesellschaftlichen Anstrengung, da nur ein kleiner Teil des Missbrauchs in der katholischen Kirche geschehe. Dazu meinte er: „Diese Plage weitet sich umso leichter aus, je besser versteckt sie bleibt. Auch heute sind viele darüber erfreut, dass sich alle Aufmerksamkeit auf die Kirche richtet und nicht auf sie, denn das erlaubt ihnen, ungestört weiter zu machen.“ Was die Kirche inzwischen gelernt habe, sollte „zu aller Nutzen sein, genauso wie die Initiativen, die die Kirche zu ihrer Reinigung unternommen hat, um ein Vorbild an Sicherheit für die Jugend zu werden“.
Der mit der Anklageführung in Missbrauchsfällen bei der Glaubenskongregation beauftragte Erzbischof Charles Scicluna betonte in einem Gespräch mit der Katholischen Nachrichten-Agentur, dass es keine kirchlichen Dienstvorschriften oder Geheimdokumente zur Vertuschung von Missbrauchsfällen gebe und kirchliche Stellen Strafanzeige erstatten müssten, wenn dies nach dem staatlichen Recht verlangt werde. Außerdem ergebe sich aus den allgemeinen Prinzipien des Kirchenrechts eine moralische Pflicht, mit staatlichen Behörden zu kooperieren. Beim sogenannten „secretum pontificium“ gehe es um einen weitestgehenden Persönlichkeitsschutz für Kläger und Beschuldigte im kirchlichen Verfahren.
Kurienkardinal Walter Kasper, Mitglied der Kongregation für die Glaubenslehre, erklärte im März 2010 gegenüber der Tageszeitung La Repubblica bezüglich der Missbrauchsfälle, dass die Schuldigen verurteilt und die Opfer entschädigt werden müssten. Es sei gut, dass Papst Benedikt XVI. Klarheit schaffen wolle und „Null-Toleranz“ denen gegenüber verlange, die so schwere Schuld auf sich geladen hätten. Er selbst verspürte „große Traurigkeit, tiefe Enttäuschung, Schmerz und viel, viel Wut“ wegen der sexuellen Missbrauchsfälle mit minderjährigen Opfern. „Das sind kriminelle, schändliche Akte, nicht hinnehmbare Todsünden“, für die es keine Rechtfertigung gebe. Dieses Übel habe sich in der Gesellschaft eingegraben und damit auch in der Kirche, „die, wie wir wohl wissen, nicht immun gegen Sünden ist“.
Der persönliche Prediger des Papstes, Raniero Cantalamessa, zitierte in seiner Karfreitagspredigt über Gewalt gegen Kinder und Frauen aus dem Brief eines jüdischen Freundes: „Ich habe in diesen Tagen den Brief eines jüdischen Freundes bekommen, und mit dessen Erlaubnis teile ich Euch hier eine Passage mit. Er sagt: Ich verfolge mit Abscheu den gewaltsamen und konzentrierten Angriff gegen die Kirche, den Papst und alle Gläubigen seitens der gesamten Welt. Der Gebrauch des Stereotyps, und die Überleitung von persönlicher Verantwortung und Schuld hin zur Kollektivschuld erinnern mich an die schändlichsten Aspekte des Antisemitismus. Daher möchte ich Ihnen persönlich, dem Papst und der ganzen Kirche, meine Solidarität als die eines dialogbereiten Juden ausdrücken, und den Beistand all derer, die in der jüdischen Welt, und es sind viele, diese Gefühle der Brüderlichkeit teilen.“ Diesen Vergleich der Kritik am Papst und an der römisch-katholischen Kirche im Missbrauchsskandal mit dem Antisemitismus bezeichnete der Generalsekretär des Zentralrats der Juden in Deutschland, Stephan Kramer, als „widerwärtig“ und warf Cantalamessa vor, aus den Tätern Opfer machen zu wollen. Der Sprecher des Vatikans, Federico Lombardi, erklärte, die Äußerungen Cantalamessas stellten nicht die offizielle Position des Vatikans dar und seien „kein passender Vergleich“, aber auf keinen Fall gegen das Judentum gerichtet. Cantalamessa erklärte dazu im Corriere della Sera, dass er es bedauere die Gefühle von Juden, Missbrauchsopfern und Holocaustüberlebenden verletzt zu haben. Er hätte den Brief lediglich als eine jüdische Solidaritätserklärung an Benedikt XVI. verstanden.
Während der Ostermesse vor dem Petersdom erklärte Kardinaldekan Angelo Sodano: „Heiliger Vater, mit Ihnen ist das Volk Gottes, das sich nicht vom Geschwätz des Augenblicks und nicht von den Prüfungen beeindrucken lässt, die zuweilen über die Gemeinschaft der Gläubigen hereinbrechen. Jesus hatte uns ja klar gesagt: ‚In der Welt seid ihr in Bedrängnis‘, doch Er fügte sofort hinzu: ‚Aber habt Mut: Ich habe die Welt besiegt.‘ (Joh 16,33).“ Dies wurde vielfach so ausgelegt, als ob Sodano die Kritik an den Missbrauchsvorfällen in der römisch-katholischen Kirche pauschal als unbedeutendes „Geschwätz“ abgetan habe. Der Ausdruck „Geschwätz des Augenblicks“ wurde später Kandidat für das Unwort des Jahres. Der Papst selbst äußerte sich nicht dazu.
Mit seinen Äußerungen im Mai 2010 in Fátima und im Juni 2010 in Rom zum Abschluss des Priesterjahres stellte der Papst jedoch klar, dass die Missbrauchsfälle eine „Sünde innerhalb der Kirche“ seien, die es zu heilen gelte, und bat um Vergebung.
Kardinal Tarcisio Bertone, der Staatssekretär des Vatikans und nach Papst Benedikt höchster Amtsträger des katholischen Staates, bestritt Mitte April bei einem Besuch in Chile vor Reportern jeden Zusammenhang mit dem Zölibat und behauptete stattdessen einen Zusammenhang zwischen Missbrauch und Homosexualität. Dabei berief er sich auf angebliche Beweise von Psychologen und Psychiatern, ohne konkrete überprüfbare Quellen zu nennen. Für diese Aussage wurde er insbesondere im eigenen Land vielfach kritisiert.
Kardinal Julián Herranz sagte am 6. April 2010 in der Presse, dass die Missbrauchsfälle für Papst Benedikt XVI. „unsägliches, bitteres, tiefes Leiden“ bedeuteten.
Die Veröffentlichung von Depeschen US-amerikanischer Botschaften durch WikiLeaks offenbarte im Dezember 2010 auch die internen Reaktionen innerhalb der römischen Kurie auf die Missbrauchsenthüllungen in Irland. Nach der US-Diplomatin Julieta Noyes brachten „die Vatikan-Kontakte sofort tiefes Mitgefühl für die Opfer zum Ausdruck […] und betonten, dass die oberste Priorität das Verhindern einer Wiederholung sei“. Allerdings „waren sie auch verärgert, wie die Situation politisch umgesetzt wurde“. Konkret störte sich die Kurienverwaltung daran, dass die Murphy-Kommission für ihre Anfragen an die Kurie nicht die ordentlichen diplomatischen Wege beschritten hatte, sondern direkt an die Kurie geschrieben hatte.
Die päpstliche Universität Gregoriana veranstaltete vom 6. bis 9. Februar 2012 einen Kongress über sexuellen Missbrauch Minderjähriger durch Priester. Fachleute sprachen vor den etwa 200 Zuhörern über ihre Erfahrungen bei der Opferbetreuung, der Prävention und der rechtlichen Ahndung von Missbrauchsfällen berichten. Darunter waren William Levada und Charles Scicluna. Aus Deutschland nahmen der Trierer Bischof Stephan Ackermann sowie Kardinal Reinhard Marx aus München teil.
In diesem Zusammenhang wurde 2014 ein internetbasiertes Informationsportal und E-Learning-Center mit Informationen über den Umgang mit Missbrauchsfällen für kirchliche Amtsträger eingerichtet. Das Portal entstand mit Hilfe von Wissenschaftlern des Universitätsklinikums Ulm.

### Pontifikat von Papst Franziskus
2013 trat Jorge Mario Bergoglio SJ als Franziskus ins Amt des Papstes ein und kündigte kurz nach seiner Wahl ein härteres Vorgehen gegen sexuellen Missbrauch an. Im April 2013 rief er dazu auf, entschlossen gegen sexuellen Missbrauch in der Kirche einzuschreiten.
Im Juli 2013 forderte die UNO den Vatikan auf, Auskunft darüber zu geben, wie die katholische Kirche gegen sexuellen Missbrauch Minderjähriger durch Angehörige des Klerus vorgeht. Die UN-Kinderrechtskonvention veröffentlichte eine Liste von Fragen. Berichtet werden soll über alle Fälle von Kindesmissbrauch durch Priester, Mönche und Nonnen.
Im Mai 2014 erklärte Papst Franziskus, sexueller Missbrauch sei eine „schreckliche Straftat“, für die es eine „Null-Toleranz“ gebe. Im gleichen Jahr setzte er die Päpstliche Kommission für den Schutz von Minderjährigen ein, die erstmals im Februar 2015 tagte. Sie besteht aus 17 Mitgliedern, darunter zwei Missbrauchsopfer. Die Kinderschutzkommission forderte mehr Engagement im Kampf gegen sexuellen Missbrauch in der katholischen Kirche und kündigte zudem einen „Weltgebetstag für die Opfer von sexuellem Missbrauch“ an.
Mit dem Apostolischen Schreiben Wie eine liebende Mutter vom 4. Juni 2016 regelt Papst Franziskus die Absetzung von Bischöfen, Eparchen und Ordensoberen, die den sexuellen Missbrauch in der römisch-katholischen Kirche vertuschen, verschweigen oder nicht angemessen reagieren.
Im September 2018 lud Papst Franziskus erstmals die Vorsitzenden aller Bischofskonferenzen weltweit zu einer Konferenz über den sexuellen Missbrauch in der Kirche ein, die vom 21. bis 24. Februar 2019 stattfand. Laut Erzbischof Charles Scicluna sollte das Treffen „Bischöfe weltweit auf einen einheitlichen Stand in puncto eigener Verantwortlichkeit bringen“. Die Kirche brauche „ein stärkeres Bewusstsein für Verantwortlichkeit und Rechenschaft“. Zum Abschluss der viertägigen Konferenz mit Teilnehmern aus rund 130 Ländern sagte der Papst: „Kein Missbrauch darf jemals mehr vertuscht werden, wie dies in der Vergangenheit üblich war.“
Am 29. März 2019 veröffentlichte Papst Franziskus ein Regelwerk zum Schutz von Kindern vor sexuellem Missbrauch, welches zum 1. Juni 2019 in Kraft trat. Dieser Erlass beschränkt sich jedoch nur auf den Vatikanstaat. Im Wesentlichen legt er fest, dass es im Vatikan zur Pflicht wird, bereits Verdachtsfälle unverzüglich anzuzeigen, dabei darf das Beichtgeheimnis nicht verletzt werden. Wird der Verdachtsfall nicht umgehend angezeigt, drohen Strafmaßnehmen; Personen gegen die im Missbrauchsverdacht ermittelt wird, sollen zu Kindern und Jugendlichen keinen Kontakt haben und schließlich soll auch ohne Strafanzeige strafrechtlich vorgegangen werden, wenn der Verdacht des Missbrauchs vorliegt.
Für die Mitarbeiter des Vatikans wird darüber hinaus angeordnet, dass Kinder nur öffentlich fotografiert werden dürfen und nur dann, wenn das Einverständnis der Eltern vorliegt. Der Fotografierende soll für die Minderjährigen sichtbar sein und muss die Privatsphäre der Kinder beachten. Zudem wird zum Schutz der Minderjährigen ein Beauftragter eingesetzt, der diese Regelungen überwachen soll und als Ansprechpartner für die Missbrauchsopfer zur Verfügung steht.
Am 9. März 2019 wurde das Apostolische Schreiben Vos estis lux mundi, welches neben einer unbedingten Meldepflicht weitere kirchenrechtliche Anweisungen beinhaltet, veröffentlicht.
Papst Franziskus hob am 17. Dezember 2019 mit der Instruktion Sulla riservatezza delle cause („Über die Vertraulichkeit von Verfahren“) das päpstliche Geheimnis (secretum pontificium) bei der Verfolgung von Missbrauchsstraftaten mit sofortiger Wirkung auf. Kirchliche Strafverfahren zu sexuellen Handlungen unter Gewalt, Drohung oder Amtsmissbrauch, sexuelle Handlungen mit Minderjährigen, Besitz und Verbreitung von kinderpornografischem Material sowie Vertuschung werden weiter vertraulich behandelt, unterliegen jedoch nicht mehr der besonderen Geheimhaltung durch das secretum pontificium, so dass Ermittlungen und eine etwaige bestehende staatliche Anzeigepflicht nicht behindert werden. Dossiers und Prozessakten zu Missbrauchs-Fällen, die in Vatikan-Einrichtungen oder diözesanen Archiven aufbewahrt werden, können nun den anfordernden Ermittlungsrichtern der jeweiligen Länder zur Verfügung gestellt werden. Der Papst reagierte mit dieser Maßnahme auf eine Forderung, die im Zusammenhang mit der Krise durch den sexuellen Missbrauch unter anderem vom Vorsitzenden der deutschen Bischofskonferenz, Kardinal Reinhard Marx, erhoben worden war und die auch auf der vatikanischen Konferenz über den sexuellen Missbrauch in der Kirche vielfach gestellt wurde, die Papst Franziskus im Februar 2019 mit den Vorsitzenden aller nationalen Bischofskonferenzen im Februar 2019 gehalten hatte. Der Kirchenrechtler Thomas Schüller machte darauf aufmerksam, dass es nun nicht mehr möglich sei, Aufklärung mit Hinweis auf das päpstliche Geheimnis zu verhindern. Das Schutzalter für Kinderpornografie wurde im Vatikan von 14 auf 18 Jahre erhöht.
Seit Dezember 2021 war Kirchenoberen nicht mehr freigestellt, ob sie bei erwiesenenen Sexual- und anderen Delikten Kirchenstrafen verhängten oder davon absahen. Seit einem Motu proprio von Papst Franziskus im April 2022 dürfen hingegen Ordensobere in bestimmten Fällen  selbst über die Behandlung sexueller Vergehen durch Ordensmitglieder entscheiden. Zuvor mussten Ordensangehörige von ihrem Oberen entlassen werden, wenn sie mit gewissen Taten, vor allem in Form körperlicher und sexueller Gewalt, gegen das Kirchenstrafrecht verstoßen hatten. Kirchenstrafen blieben möglich.

### Pontifikat von Papst Leo XIV.
Mit Leo XIV. hat die katholische Kirche seit 2025 ein Oberhaupt aus dem bezüglich ihres sexuellen Missbrauchs bzw. dessen Aufarbeitung weltweit „führendem“ Land: den USA. Auch Leo selbst war dort in seiner bisherigen Laufbahn bereits mehrfach intensiv mit dem Thema befasst; siehe Leo XIV. #Leben und Werdegang.

## Besondere Aspekte und mögliche Ursachen

### Zölibat
Da pädophile Neigungen sich bereits in der Pubertät entwickeln, kommt der Zölibat nicht als Ursache pädophiler Neigungen in Betracht. Dies sagte beispielsweise der Psychiater Norbert Leygraf. Stattdessen wird in der Wissenschaft die Frage erörtert, ob Männer mit pädophilen Neigungen unter Umständen katholische Priester werden wollen. Der Moraltheologe Konrad Hilpert sagte im Jahr 2002, die Kirche müsse sich fragen, ob das Keuschheitsideal „vielleicht auch Menschen anzieht, die Probleme im Umgang mit der eigenen Sexualität haben“.
Klaus Michael Beier, Direktor des Instituts für Sexualwissenschaften und Sexualmedizin an der Charité Berlin, mutmaßte im Jahr 2010, dass „Pädophilie unter Geistlichen eher häufiger ist als in anderen Berufsgruppen“. Denn manche Männer mit pädophilen Neigungen erhofften sich, die Sexualität mit Hilfe des Zölibats hinter sich lassen zu können, was aber nicht funktioniere. Eine entsprechende Prävention und Hilfen für Betroffene seien nötig. Auch der Psychiater Michael Osterheider sagte, dass der Zölibat Männer mit pädophilen Neigungen anziehe. Es wirke auf sie entlastend, dass von katholischen Geistlichen „nicht verlangt wird, dass man in einer Partnerschaft lebt“. Außerdem sei die Kirche ein Umfeld, in dem Täter „verfügbare Opfer finden“.
Die Psychotherapeutin Rotraud Perner bestätigte aus der Sicht ihrer Berufspraxis, dass Männer mit Problemen im Sexualbereich „unbewusst häufig nach dem zölibatären Leben katholischer Geistlicher streben“. Sie fügte aber hinzu, dies seien überwiegend nicht pädophil oder pädosexuell veranlagte Männer. Pädophile Männer strebten zwar „tatsächlich oft nach Berufen, in denen sie mit Kindern allein sein können“, sie bevorzugten dabei aber weltliche Berufe und Tätigkeiten zum Beispiel als Lehrer, Erzieher, Sportwarte oder Jugendleiter.
Der Theologe und Psychiater Manfred Lütz meinte: „Die Wahrheit ist, dass alle Institutionen, die mit Kindern und Jugendlichen zu tun haben, Menschen anziehen, die missbräuchlichen Kontakt mit Minderjährigen suchen. Das gilt für Sportvereine, Einrichtungen der Jugendhilfe, und natürlich auch für die Kirchen.“ Mit dem Zölibat habe das aber nichts zu tun. Lütz verwies auf einen Konsens von „international führenden“, nicht-katholischen Experten bei einer Tagung im Jahr 2003, laut dem es „keinerlei Zusammenhang“ zwischen Kindesmissbrauch und Zölibat gebe. Die ständige Klage, die kirchlichen Strukturen, die katholische Sexualmoral und der Zölibat seien schuld, sei ein „Missbrauch mit dem Missbrauch“ – und überdies „gefährliche Desinformation, die Täter schützt“, denn der Hinweis auf den Zölibat gehöre „nicht selten zu den verlogenen Entschuldigungsstrategien der Missbraucher“.
Der US-amerikanische Missbrauchsexperte Patrick Wall, selbst ehemaliger Benediktinermönch, hält das Leben im Zölibat für unnatürlich und schädlich. Nach seiner Erfahrung schaffen es die meisten Priester nicht, völlig zölibatär zu leben. „Sie haben Freundinnen, männliche Partner, manche fahren nach Las Vegas und lassen es dort krachen.“ Der Zölibat mache niemanden pädophil – er sorge aber dafür, „dass beinahe jeder etwas zu verbergen hat“. Manche flüchteten in selbstzerstörerisches Verhalten: „Sie betäuben ihren Trieb mit Alkohol, arbeiten sich besinnungslos oder fressen hemmungslos und werden dick wie Ballons.“ Die Kirche müsse ihre Haltung zum Sex ändern. „Außerdem muss sie aufhören, ihre Macht durch Geheimniskrämerei sichern zu wollen.“
Ursula Enders, Leiterin der Kontakt- und Informationsstelle Zartbitter für misshandelte Kinder und Jugendliche in Köln, hält es für unsachlich, eine Begründung beim Zölibat zu suchen und den Blick nur auf die katholische Kirche zu richten. Sie wies schon im Jahr 2004 darauf hin, dass ein Viertel aller Missbrauchsfälle von Frauen begangen würden und dass sich die Täter in allen gesellschaftlichen Schichten finden ließen.
Die zweite John-Jay-Studie (2011) stellte fest, dass der priesterliche Zölibat seit dem 11. Jahrhundert ein konstanter Faktor in der römisch-katholischen Kirche war und darum nicht die Ursache für die starken Veränderungen der Zahl der Missbrauchsfälle in der katholischen Kirche der USA sein könne (Anstieg bis in die 1970er Jahre, starker Rückgang nach 1985).

### Homosexualität
Ein Zusammenhang zwischen Homosexualität und Missbrauchsfällen in der römisch-katholischen Kirche wurde behauptet. Die Debatte begann in Deutschland im Zuge des Bekanntwerdens der Missbrauchsfälle 2010, als Pater Klaus Mertes behauptete, die Kirche leide an Homophobie, Homosexualität werde verschwiegen. Mertes bezeichnete dies auch als eine Ursache für die geschehenen Missbrauchsfälle und wollte deshalb eine Diskussion über sexualethische Positionen in der römisch-katholischen Kirche herbeiführen. Vermutlich ohne es zu wollen, hatte Mertes damit allerdings auch eine Debatte über Homosexualität und Missbrauch eröffnet.
Im weiteren Verlauf der Debatte wurde dieses Thema dann wiederholt aufgegriffen. So behauptete Kardinal Tarcisio Bertone Mitte April 2010 bei einem Besuch in Chile, dass Fachleute, die er gehört habe, einen Zusammenhang zwischen Missbrauch und Zölibat bestreiten, jedoch einen Zusammenhang zwischen Missbrauch und Homosexualität sähen.
Bill Donohue, Präsident der US-amerikanischen Catholic League for Religious and Civil Rights, warnte in einem Gastkommentar in der Washington Post davor, in jedem Homosexuellen einen Sexualstraftäter zu sehen. Die meisten homosexuellen Priester würden keine Kinder missbrauchen. Jedoch dürfe nicht ignoriert werden, dass die meisten Kinderschänder homosexuell seien.
Wunibald Müller, Psychotherapeut und Leiter des Recollectio-Hauses der Abtei Münsterschwarzach, unterstrich, dass Homosexualität zwar nicht notwendig zu pädophilem Verhalten führe; vor allem unreife homosexuelle und bisexuelle Geistliche seien aber ein Risikofaktor in Zusammenhang mit den Missbrauchsfällen in der römisch-katholischen Kirche.
Laut der John-Jay-Studie (2004) waren in den USA 81 Prozent aller Missbrauchsopfer in der römisch-katholischen Kirche männliche Kinder und Jugendliche, missbraucht von männlichen Tätern. Der Vatikan-Sprecher Federico Lombardi sagte im April 2010 über die von der Glaubenskongregation in den vergangenen Jahren untersuchten Fälle: „60 Prozent der Missbrauchsopfer waren dabei des gleichen Geschlechts wie der jeweilige Täter.“ In der Gesamtbevölkerung hingegen ist das Zahlenverhältnis umgekehrt. So sind in Deutschland nach Aussage des Sexualmediziners und Psychotherapeuten Hartmut Bosinski etwa 80 % der Opfer weiblich und die Mehrzahl der Täter männlich.
Obwohl ähnlich wie beim Zölibat bisher kein Zusammenhang zwischen Homosexualität unter Priestern und Missbrauch wissenschaftlich zu belegen ist, nahmen dennoch diverse Medien die Missbrauchsdebatten wiederholt zum Anlass, über Homosexualität unter Priestern und insbesondere in der Kirche zu berichten. Kritik gegen solche Berichte entzündet sich vor allem an fehlenden Faktengrundlagen und insbesondere der Gefahr der Wiederbelebung alter Vorurteile.
In den USA wurde ein möglicher Zusammenhang zwischen Homosexualität und Missbrauch durch diverse Wissenschaftler zurückgewiesen. In direkter Antwort auf Donohues Behauptung erklärten etwa Margaret Smith und Karen Terry, die beide an der Abfassung der John-Jay-Studie mitgewirkt hatten, dass homosexuelle Handlungen an sich nichts über die sexuelle Identität des Täters aussagten. Dadurch könnten aus der Statistik selbst auch keine Zusammenhänge abgeleitet werden.
Bereits 2005 wurden in den USA im Rahmen einer Apostolischen Visitation infolge der dortigen Missbrauchsskandale mehr als 4.500 Seminaristen in 229 Priesterseminaren befragt, wobei im Seminar des Befragten auch Fragen über mögliche homosexuelle Aktivitäten gestellt wurden. Die der Befragung offensichtlich zu Grunde liegende Annahme einer bestehenden Verbindung zwischen Homosexualität und Missbrauchshandlungen in der römisch-katholischen Kirche wurde von mehreren Zeitungen kritisiert.
In der Missbrauchsdebatte im Jahre 2010 warnte schließlich der österreichische Bischof Klaus Küng vor „homosexuellen Netzwerken“, die die Kirche bedrohen würden. Küng behauptete mit dieser Aussage, dass sich ab einem gewissen Anteil von Homosexuellen in einem Seminar oder einer anderen kirchlichen Gemeinschaft dort eine Atmosphäre bilden würde, „die ganz bestimmte Personen anzieht, andere dagegen abstößt zum großen Schaden der Seelsorge“.
Küng schloss zwar einen Zusammenhang zwischen Pädophilie und Homosexualität aus, plädierte aber dennoch für eine genaue Überprüfung von Priesteramtskandidaten.
Eine Studie über sexuellen Missbrauch in der Anglikanischen Kirche von Australien zeigte ähnliche Missbrauchsmuster wie in der römisch-katholischen Kirche. Auch dort waren die überwiegende Anzahl der missbrauchten Opfer wie auch die Täter männlich. Im Gegensatz zur römisch-katholischen Kirche besteht in der Anglikanischen Kirche keine Zölibatsverpflichtung für Geistliche.
Daniel Deckers wies 2012 auf einen Unterschied hinsichtlich der sexuellen Orientierung der Missbrauchsfälle in der römisch-katholischen Kirche hin. So ist die Mehrzahl der Opfer vor allem in den europäischen und nordamerikanischen Bistümern männlich. Außerhalb dieses geographischen Raumes sind hingegen vor allem Mädchen die Opfer. Außerdem dominieren vor Missbrauchsfällen bewusste Übertretungen des Zölibatsversprechens bis hin zu konkubinatsähnlichen Verhältnissen.

### Kirchenstrukturen
Maura O’Donohue verwies 1994 in ihrem Bericht auf den sexuellen Missbrauch von Nonnen durch Priester und Bischöfe, den sie an den damaligen Vorsitzenden der Ordenskongregation Kardinal Eduardo Martínez Somalo sandte. Sie benannte Fälle in 23 Ländern. Mit dem Rücktritt von Hermann Geißler von seinem Abteilungsleiteramt in der Glaubenskongregation kam das Thema im Februar 2019 in die Medien. Mit der sexuell missbrauchten ehemaligen FSO-Nonne Doris Wagner führte Kardinal Schönborn ein Gespräch, in dem der Missbrauch an Nonnen, aber auch die Rolle von Kirchenbild und Machtstrukturen angesprochen wurden.
Die Initiative Kirche von unten äußerte Anfang Februar 2010: „Das autoritäre und streng hierarchische Kirchenbild fördert soziale, psychische und selbstverständlich auch sexuelle Formen von Gewalt.“
Auch der Theologe und Psychoanalytiker Eugen Drewermann sieht die Verantwortung für die Missbrauchsfälle in der Kirche und ihren Strukturen selbst. Die Theorie, dass der Zölibat kirchliche Strukturen für Menschen mit Paraphilien attraktiv machen könnte, wies er dagegen zurück. Stattdessen sind für Drewermann vor allem institutionelle Zwänge in der römisch-katholischen Kirche am Werk: „Sie schützt sich selbst als Apparat vor den Menschen und gegen den Menschen.“ Dazu kritisiert er die Spaltung zwischen der Kirche als Institution und den Menschen als Personen: „Die Kirche als Institution ist von Gott gesetzt, vom Geist geleitet und in ihren Entscheidungen unfehlbar.“ Die Menschen aber seien nach dieser Theorie schwach und könnten mit ihren Handlungen die Heiligkeit der Kirche schwer belasten. Damit werde es unmöglich darüber nachzudenken, welche Strukturfehler im System die Fehler der Menschen provozieren. Drewermann sprach sich daher für umfassende Reformen der Strukturen und Lehren der römisch-katholischen Kirche aus, da auch diese zum Entstehen der Missbrauchsfälle beitragen würden.
Demgegenüber wurde allerdings schon sehr früh auch eine gegenteilige Argumentation vertreten. So erläuterte George Weigel beispielsweise 2002, dass die Ablehnung der kirchlichen Lehren in der Kirche selbst, die innerkatholische „culture of dissent“ von Priestern, Ordensfrauen und -männern, Bischöfen, Theologen, Katecheten, Kirchenangestellten und Gemeindemitgliedern mit einer der Gründe für das Auftreten von Missbrauchsfällen in der römisch-katholischen Kirche sei. Weigel bezog sich damit auf den von ihm beobachteten Umstand, dass gerade bezüglich der kirchlichen Morallehre seit dem II. Vatikanischen Konzil auch Angehörige der römisch-katholischen Kirche offenbar dazu tendieren, das, was die Kirche für wahr erklärt, selbst für falsch zu halten. Weigel sah in dieser Haltung eine Ursache für eine weitgehende Gleichgültigkeit gegenüber den sexuellen Verfehlungen von Priestern und anderen zum Zölibat verpflichteten Personen der römisch-katholischen Kirche, auf deren Grundlage auch ein Boden für fortgesetzten Missbrauch entstehen könne.
Daniel Deckers führt als Beispiel für die negativen Auswirkungen des II. Vatikanischen Konzils die missbräuchliche Nutzung der vergrößerten Autonomie der Ortsbischöfe an. So nutzten einige Bischöfe ihre nach dem II. Vatikanum vergrößerte Unabhängigkeit, um Selbstverpflichtungen der Bischofskonferenz zu ignorieren oder problematische Kandidaten, die in anderen Bistümern nicht zur Weihe zugelassen wurden, umstandslos zu akzeptieren.
In Deutschland nahm Martin Mosebach im Jahre 2010 einen ähnlichen Standpunkt ein und schrieb: „Für die katholische Kirche ist der Missbrauchsskandal der triste Höhepunkt der nachkonziliären Entwicklung; es ist die beschämendste Frucht jeder Ideologie des ‚Aggiornamento‘, die die letzten vierzig Jahre prägte.“ Als Hauptursache hierfür macht Mosebach die religiöse Auszehrung in der katholischen Kirche verantwortlich, die sich seiner Meinung nach zu sehr dem Zeitgeist angebiedert und dadurch auch ihre religiösen Fundamente ausgehöhlt habe. So heißt es: „In der Kirche der Gegenwart sind Kernbegriffe wie Sakrament und Priestertum oft bis zur Unkenntlichkeit verdunkelt.“ Entsprechend hätten heutige Priester ihr tradiertes Selbstverständnis verloren und würden dadurch anfällig für ein Sexualverständnis, auf dessen Grundlage auch Kindesmissbrauch gedeihe. Dem widerspricht Kardinal Schönborn deutlich mit Hinweisen auf die vorkonziliare Seelsorgepraxis. Mosebach unterstreicht, dass gerade das Neue Testament „den Schutz der Kinder vor geschlechtlichem Missbrauch in einer Welt verkündigte, die Bedenken gegen erotische Beziehungen mit Kindern nicht kannte; der Schutz der Kinder ist genuin christliche Botschaft“, und schloss daher: „Ein Priester, der sich dagegen vergeht, hat deshalb keineswegs nur sein Gelübde gebrochen, sondern ist auch in seinem Glauben gescheitert.“
Als Reaktion auf die Missbrauchsfälle stehen für Mosebach daher nicht zuerst weitere innere Reformen in der Kirche an. Stattdessen ruft er zu einer umfassenden Rückbesinnung auf die Glaubensinhalte der römisch-katholischen Kirche und die Wiederbelebung ihrer vernachlässigten Traditionen auf. Deshalb ist es für ihn nur logisch und konsequent, dass der Papst „vor allem die Katholiken dafür gewinnen will, wieder katholisch zu sein“.
Der Kriminologe Arthur Kreuzer beschrieb in einem Beitrag für Die Zeit im Jahre 2011 Ähnlichkeiten zwischen den Mechanismen, die Missbrauchstäter in betroffenen Institutionen für sich nutzen. Kreuzer benannte als solche Mechanismen unter anderem Macht- und Autoritätsstrukturen, Korpsgeist, Abschirmung gegen Kontrolle von außen, zu familiäre Verhältnisse zwischen Lehrern und Schülern etc. Diese fänden sich in allen betroffenen Institutionen, sodass es keinen Grund gäbe, die katholische Kirche als „Biotop für pädophil Veranlagte“ zu „diffamieren“. Als Vorbeugung für die Zukunft empfahl Kreuzer vor allem Aufklärung von Eltern und Kindern, Herstellung von Transparenz, unabhängige Ombudsstellen und eine verbesserte Kontrolle durch die zuständigen staatlichen Behörden, die dafür besser ausgestattet werden müssten.
Die Autoren der im Jahr 2018 veröffentlichten MHG-Studie kamen zu der Schlussfolgerung: „Asymmetrische Machtverhältnisse und ein geschlossenes System, wie es bei der katholischen Kirche vorherrscht, können einen sexuellen Missbrauch begünstigen.“
Bei einer Untersuchung der Kanzlei Gercke/Wollschläger zum Umgang mit sexualisierter Gewalt im Erzbistum Köln in der Zeit von 1975 bis 2018, die vom Erzbistum Köln in Auftrag gegeben worden war, stellten die Gutachter bis in höchste Kreise kirchlicher Verantwortungsträger eine erhebliche Unkenntnis hinsichtlich der geltenden Rechtsnormen, des kanonischen Rechts, besonders des kirchlichen Strafrechts fest. Dieser Missstand sei im Zuge des explosionsartigen Bekanntwerdens von Fällen sexuellen Missbrauchs durch Kleriker und Ordensleute weltweit ins Bewusstsein gerückt. Verantwortungsträger empfänden die Beachtung der maßgeblichen Vorschriften vielfach als zu umständlich und zögen es deshalb vor, den informellen oder „pastoralen“ Weg zu gehen, der regelmäßig nicht in der Einhaltung der vorgesehenen Verfahrenswege bestünde. Dies werde noch gefördert durch die Praxis des Heiligen Stuhls, Gesetzestexte nur unzureichend zu veröffentlichen und nicht dafür zu sorgen, dass jeder Rechtsanwender davon Kenntnis bekäme.

### Gesellschaftlicher Kontext
Regelmäßig wird in der Missbrauchsdebatte auch auf Zusammenhänge zwischen sexuellem Missbrauch in der römisch-katholischen Kirche und dem Umgang mit Sexualität in der Gesellschaft insgesamt verwiesen. Anfang der 1990er Jahre behauptete Joaquín Navarro-Valls, damals Sprecher der römischen Kurie, dass die damals in den Vereinigten Staaten bekannt werdenden Fälle vor allem Fragen über die sexuelle Permissivität (Freizügigkeit) der Gesellschaft stellen würden.
In Deutschland wurde diese Argumentation im Jahre 2010 wieder aufgegriffen. Der damalige Bischof Walter Mixa erklärte zu den Missbrauchsfällen in der römisch-katholischen Kirche: „Die sogenannte sexuelle Revolution, in deren Verlauf von besonders progressiven Moralkritikern auch die Legalisierung von sexuellen Kontakten zwischen Erwachsenen und Minderjährigen gefordert wurde, ist daran sicher nicht unschuldig.“
Für diese Aussagen wurde Mixa in der Öffentlichkeit heftig kritisiert, so beispielsweise durch die Grünen-Politikerin Claudia Roth.
Unterstützt wurde Mixa von der bayerischen Justizministerin Beate Merk, die zwar erklärte, dass sexueller Missbrauch in der römisch-katholischen Kirche auch noch andere Ursachen habe, aber ebenfalls auch eine Rolle der gesellschaftlichen Umbrüche in den 1960er Jahren sah. Der Wiener Kardinal Christoph Schönborn gab Mixa Recht, und vertrat die Auffassung, eine Welle der sexuellen Freizügigkeit, welche die ganze Gesellschaft im Jahre 1968 erfasst habe, sei mitschuldig und nannte als Beispiel die von intellektuellen Kreisen hofierte Aktionsanalytische Organisation (ab 1972–1991, welche besonders für die Mitglieder bald zur widersprüchlichen „Diktatur der freien Sexualität“ wurde). Auch Alice Schwarzer erinnerte in einem Editorial der Zeitschrift Emma an den Umgang vieler Wortführer der sexuellen Revolution mit dem Thema Pädophilie. Nach Meinung des Vatikansprecher Federico Lombardi sei es heutzutage eine noch schwierigere Herausforderung, zu einer gesunden Reife der Persönlichkeit zu kommen, auch in sexueller Hinsicht, und behauptete eine größere Frequenz von Missbrauchsfälle in der „heißesten Periode“ der „sexuellen Revolution“.
Die Apostolische Konstitution Sacramentum poenitentiae von Papst Benedikt XIV. vom 1. Juni 1741 behandelt die Straftat der Sollizitation. Auch die Folgedokumente lassen erahnen, dass der sexuelle Missbrauch älter ist als die sogenannte sexuelle Revolution.
Als ein Argument für die Involvierung der sexuellen Revolution wird die John-Jay-Studie in den USA herangezogen, nach welcher der Priesterjahrgang von 1970 den höchsten Anteil an Priestern hatte (ca. 10 %), gegen die Anschuldigungen wegen sexuellen Missbrauchs erhoben wurden. Davor waren die Anteile beschuldigter Priester langsam angestiegen und fielen über die 1980er bis zur Jahrtausendwende wieder auf das Niveau der 1950er Jahre. Nachforschungen des John-Jay-Colleges bestätigten diesen Zusammenhang und konnten nachweisen, dass diese Entwicklung nicht auf veränderten Meldungslagen beruhte, sondern konform ging mit der gesamtgesellschaftlichen Entwicklung, die gleichfalls einen Anstieg der Missbrauchsfälle in den 1960ern und einen zunehmenden Abfall in den 1980ern zeigte.
Die Interpretation dieser Fakten ist jedoch umstritten. So verweist unter anderem Katarina Schuth, die sich lange mit Priesterseminaren beschäftigte, darauf, dass sowohl in der römisch-katholischen Kirche als auch der Gesellschaft die Missbrauchsfälle durch die 1990er Jahre hinweg konstant abnahmen, obwohl sich der gesellschaftliche Umgang mit Sexualität weiterhin veränderte. Andere Akteure der sexuellen Revolution der 1968er, allen voran der auch von Schwarzer erwähnte Günter Amendt, kritisierten eine zwischenzeitliche Naivität und eine nicht akzeptable Laissez-faire-Haltung am Beginn der Revolution.
Nach Gunter Schmidt, der sich schon länger mit der sexuellen Revolution auseinandersetzt, ging es anfangs darum, überkommene sexuelle Verbote beiseite zu fegen und die gesellschaftlichen wie privaten Verhältnisse weniger autoritär zu gestalten. Beides sind „hervorragende Voraussetzungen für eine Vorbeugung sexuellen Missbrauchs“ und es gab schon früh die Forderungen: „macht die Kinder stark, macht die Jugendlichen stark, so dass sie ihre Interessen auch gegen Erwachsene behaupten können.“ In dieser frühen Phase überwog der liberale Impuls, es entstand kurzfristig ein Klima, wo man nicht so genau hinschaute und es kam auch zu einer zeitweisen Deregulierung des Sexmarktes, da es primär nach den Bedingungen der Männer gehen sollte. Darauf folgte, der von Feministinnen getragene, zweite Akt der Liberalisierung, wo die Themen um die sexuelle Selbstbestimmung thematisiert wurden. Dies hat seiner Meinung nach die „Sensibilität für sexuelle Übergriffe und Grenzverletzungen außerordentlich geschärft, und zwar in einer Weise, wie es die alte Moral der Kirchen nie geschafft hat. Da galt alles nur als Unzucht, ob man nun vor- oder außerehelich, gleichgeschlechtlich, kontrazeptiv oder pädophil verkehrte.“ Insgesamt haben die unter dem Chiffre „1968“ zusammengefassten sozialen Veränderungen eher zu einer Prophylaxe des Missbrauchs geführt. Hinter Vorwürfen gegen den Aufbruch der 68er, welche ihn als Einladung zum Missbrauch hinstellen, sieht Schmidt „auch Versuche, eine gesellschaftliche Fortschrittsentwicklung zu denunzieren.“
Seitens der römisch-katholischen Kirche in Deutschland wurde der gesellschaftliche Wandel nicht weiter thematisiert. Bischöfe, Amtsträger und Laien meinten lediglich, dass dieser für sie nicht das Hauptthema im Umgang mit den Missbrauchsfällen in der römisch-katholischen Kirche sein könne. So erklärte der Trierer Bischof und Missbrauchsbeauftragte der Deutschen Bischofskonferenz Stephan Ackermann: „Für den Missbrauch an Kindern und Jugendlichen können wir die sexuelle Revolution nicht verantwortlich machen. Verantwortlich sind die Täter“ und verwies darauf, dass viele Fälle bis in die 1950er zurückreichten.
In Deutschland kam es infolge dieser Diskussionen im Jahre 2010 auch zu Debatten über den Umgang mit Sexualität und Pädophilie bei den Grünen und in der 68er-Bewegung insgesamt sowie über außerkirchliche Missbrauchsfälle in der jüngeren Vergangenheit.

### Therapien
Laut dem Bericht des National Review Board in den USA (2004) hatten die Bischöfe in der Vergangenheit die unrealistische Vorstellung, Missbrauchstäter könnten durch eine Therapie geheilt werden und dann einfach in den Dienst zurückkehren. Der Psychiater Thomas Plante sprach im Blick auf die frühere Überschätzung der Therapiemöglichkeiten von einem tragischen Irrtum.
Im Jahr 2002 berichtete die Zeit von Missbrauchsfällen im Bistum Würzburg. Dabei wurde auch der Domkapitular Heinrich Geist befragt, wie er mit den auffällig gewordenen Priestern umzugehen gedenke. Dazu führte er aus: „Ich werde nach dem Therapieergebnis schauen.“ Auf die weitere Nachfrage: „Verlassen Sie sich vollständig auf die Aussage der Therapeuten?“ antwortete er mit „Ja“. Einen ähnlichen Glauben an die Wirkung von Therapien drückte zur selben Zeit Wunibald Müller aus. Er begründete dies vor allem damit, dass nach seiner Meinung von den auffällig gewordenen Priestern lediglich 20 % pädophil, 80 % aber ephebophil seien. Im Gegensatz zur Pädophilie sah Müller die Ephebophilie jedoch als therapierbar an.
Der Vorsitzende der Deutschen Bischofskonferenz Robert Zollitsch sagte im Februar 2010: „Damals hat man geglaubt, dass wenn die Täter ihr Unrecht einsehen, das nicht mehr vorkommt. Es war naiv, das zu glauben.“
Auf dieser Grundlage plädierte auch der Jurist Norbert Diel für einen Kurswechsel. Demnach müsse die römisch-katholische Kirche einsehen, dass „die Möglichkeiten pastoraler Begleitung ihrer straffällig gewordenen Geistlichen in den Fällen des sexuellen Missbrauchs versagen. Ein Geistlicher, der Kinder und Jugendliche missbraucht, bedarf keiner seelsorgerischen Betreuung durch seinen Bischof, sondern muss konsequent und ohne Zögern neben dem weltlichen Strafrecht auch und gerade dem kirchlichen Strafrecht in all seiner Härte unterworfen werden.“
Der Kriminologe Arthur Kreuzer schrieb im Mai 2011 dazu, dass früher auch Polizei und Gerichte sexuellen Missbrauch „bagatellisiert“ oder als „Schutzbehauptungen“ angesehen hätten. Seinerzeit überließ man diese demnach möglichst der Kontrolle der internen Regulierung der betroffenen Einrichtung.

## Entschädigungen im internationalen Vergleich
In verschiedenen Ländern wurden unterschiedliche Modelle der Wiedergutmachung eingerichtet. Die Höhe der Entschädigungsbeträge unterscheidet sich im internationalen Vergleich erheblich.
Entschädigungen in den USA: In den Vereinigten Staaten waren katholische Bistümer seit den 1980er Jahren bis 2020 mit Klagen von etwa 17.000 Opfern konfrontiert und zahlten insgesamt ca. 4 Milliarden US-Dollar aus (ca. 3,3 Mrd. Euro). Dies entspricht einer Zahlung von durchschnittlich ca. 235.000 US-Dollar pro Fall.
Entschädigungen in Irland: In Irland wurde vor allem die im Ryan-Bericht thematisierte Opfergruppe in organisierter Form entschädigt – dies betraf sexuelle Übergriffe und andere Formen des Missbrauchs in Internaten, Wohnheimen und weiteren Einrichtungen für Kinder, die von katholischen Orden betrieben wurden. 16.631 Anträge auf Entschädigung wurden beim Residential Institutions Redress Board eingereicht (Stand August 2015) und in den meisten Fällen anerkannt. Die Opfer erhielten nach einem Punktesystem gestaffelte Leistungen von bis zu 300.000 Euro, im Schnitt 62.240 Euro. Insgesamt wurden rund 970 Millionen Euro ausgezahlt.
Entschädigungen in Österreich: In Österreich richtete die sogenannte Klasnic-Kommission im Jahr 2010 ein vierstufiges Zahlungsmodell ein, mit dem sexueller Missbrauch sowie Fälle von körperlicher oder emotionaler Gewalt entschädigt werden sollen. Die Zahlungsstufen sind 5.000 Euro, 15.000 Euro und 25.000 Euro, in Stufe vier werden „darüber hinaus gehende finanzielle Hilfestellungen in besonders extremen Einzelfällen“ geleistet. Zusätzlich werden Therapiekosten erstattet. Bei der Vorstellung des Modells im Juni 2010 kritisierte die Plattform „Betroffene Kirchlicher Gewalt“ die vorgesehenen Zahlungen als „Beleidigung“. Ihr Anwalt forderte bis zu 130.000 Euro Entschädigung pro Person. Die für die Zahlungen zuständige Stiftung Opferschutz gab folgende Zahlen bekannt (Stand 31. Mai 2021): In 2870 Fällen wurden Zahlungen bewilligt (sexueller Missbrauch betraf 29 % dieser Fälle), in 215 Fällen wurden keine Zahlungen bewilligt, 140 Fälle sind noch in Bearbeitung. Insgesamt wurden bisher Leistungen in Höhe von 32,7 Millionen Euro zuerkannt (durchschnittlich rund 11.400 Euro pro anerkanntem Fall), davon 25,9 Millionen Euro als Finanzhilfen und 6,8 Millionen Euro für Therapien.
Entschädigungen in Deutschland: In Deutschland beschloss die Bischofskonferenz auf ihrer Frühjahrsvollversammlung 2011 ein Modell zur „Anerkennung des Leids“. Danach erhielten Missbrauchsopfer Beträge von bis zu 5000 Euro, in Einzelfällen auch mehr. Darüber hinaus wurden Kosten für Therapien und andere Hilfen übernommen. Die Leistungen wurden von Opfergruppen als viel zu niedrig kritisiert. Seit 1. Januar 2021 gilt ein neues Verfahren, das Zahlungen von 1000 bis 50.000 Euro vorsieht. Betroffene, die eine Zahlung nach dem vorigen Modell erhalten haben, können einen neuen Antrag stellen und gegebenenfalls eine Aufstockung ihrer Entschädigungsleistung erreichen. Signalfunktion für künftige Entschädigungsleistungen wird einem Urteil gegen das Erzbistum Köln zugesprochen, das aufgrund seiner Amtshaftungspflicht als öffentliche-rechtliche Körperschaft 2023 an ein Missbrauchsopfer 300.000 Euro Schmerzensgeld zahlen musste.

## Filme
Dokumentarfilme
- Sex Crimes and the Vatican. BBC, 2006.
- Deliver Us from Evil. USA, 2006.
- Mea Maxima Culpa – Stille im Haus des Herrn. USA, 2012, 106 Min.
- Das Schweigen der Männer – Die katholische Kirche und der Kindesmissbrauch. ARD, 2015, 44 Min.[207]
- Hinter dem Altar. Kindesmissbrauch in der katholischen Kirche (Originaltitel: L’Église face aux scandales pédophiles).  Italien, Deutschland, Frankreich, 2018, arte und ZDF.[208][209]
- #Female Pleasure. Schweiz, Deutschland, 2018. Der Film thematisiert unter anderem die Auseinandersetzung von Doris Wagner mit dem von ihr erlebten Missbrauch in einer katholischen Gemeinschaft.
- Eine Frau kämpft um Aufklärung. BR-Fernsehen, 2019. Der Film dokumentiert ein langes Gespräch zwischen Doris Wagner und Kardinal Schönborn.[173]
- Gottes missbrauchte Dienerinnen. Frankreich, 2019, arte. Ein Film  über den Missbrauch von Ordensfrauen durch Kleriker.
- Schweigen und Vertuschen. Die Todsünden der katholischen Kirche. ARTE 2022 (B/D/F). Dokumentarfilm von Helmar Büchel (arte.tv

Spielfilme
- Am Sonntag bist du tot. Irland/UK, 2014.
- Verfehlung. Deutschland, 2015.
- Spotlight. USA, 2015. Ausgezeichnet mit dem Oscar als bester Film (2016).
- Gelobt sei Gott. Frankreich, 2018, 137 Min. Regie François Ozon.